# Расстрел царской семьи
Расстре́л ца́рской семьи́ (семьи последнего российского императора Николая II) был осуществлён в полуподвальном помещении дома Ипатьева в Екатеринбурге в ночь с 16 на 17 июля 1918 года (во исполнение постановления исполкома Уральского областного Совета рабочих, крестьянских и солдатских депутатов:306, возглавлявшегося большевиками). Вместе с царской семьёй расстреляли и сопровождавших её лиц.
Вопрос о наличии санкции В. И. Ленина на убийство Николая II и его семьи остаётся в современной историографии дискуссионным: большинством историков признаётся вероятность её существования, но также существуют возражения. Историк Г. З. Иоффе рассматривает обе версии и акцентирует внимание на том, что Ленин за несколько часов до расстрела написал телеграмму с отрицательным ответом журналистам, спрашивавшим о правдивости слухов про убийство царской семьи.
Среди юристов также нет единства по поводу того, был ли расстрел санкционирован высшим советским руководством. Если эксперт-криминалист Ю. Жук считает не подлежащим сомнению фактом то, что исполком Уральского областного Совета действовал в соответствии с инструкциями первых лиц советского государства:4—5, то старший следователь по особо важным делам СК Российской Федерации (СК при прокуратуре РФ до 15.01.2011) В. Н. Соловьёв, который с 1993 года вёл расследование обстоятельств убийства царской семьи, в своих интервью в 2008—2011 годах утверждал, что расстрел Николая II и его семьи проводился без санкции Ленина и Свердлова.
Поскольку до решения Президиума Верховного суда России от 1 октября 2008 года считалось, что Уральский облсовет не являлся судебным или иным органом, который имел полномочия выносить приговор, описываемые события долгое время рассматривались с юридической точки зрения не как политические репрессии, а как убийство, что препятствовало посмертной реабилитации Николая II и его семьи.
Останки пяти членов императорской семьи, а также их слуг были найдены в июле 1991 года в окрестностях Екатеринбурга под насыпью Старой Коптяковской дороги. В ходе следствия по уголовному делу, которое вела Генеральная прокуратура России, останки были идентифицированы. 17 июля 1998 года, в 80-ю годовщину расстрела, останки членов императорской семьи были захоронены в Петропавловском соборе Санкт-Петербурга. В июле 2007 года были найдены останки царевича Алексея и великой княжны Марии.
В сентябре 2015 года Следственный комитет России возобновил расследование по факту гибели царской семьи.

## Предыстория
В результате Февральской революции Николай II отрёкся от престола и вместе с семьёй находился под домашним арестом в Царском Селе. Как свидетельствовал А. Ф. Керенский, когда он, министр юстиции Временного правительства, всего лишь через пять дней после отречения поднялся на трибуну Московского Совета, он был осыпан градом выкриков с места с требованием казнить Николая II. Он писал в своих воспоминаниях: «Смертная казнь Николая Второго и отправка его семьи из Александровского дворца в Петропавловскую крепость или Кронштадт — вот яростные, иногда исступлённые требования сотен всяческих делегаций, депутаций и резолюций, являвшихся и предъявлявших их Временному правительству…»:119. В августе 1917 года Николай II и его семья по решению Временного правительства были высланы в Тобольск.
После прихода большевиков к власти, в начале 1918 года, в советском правительстве обсуждалось предложение провести открытый судебный процесс над Николаем II. Историк Латышев пишет, что идея суда над Николаем II была поддержана Троцким, однако Ленин высказал сомнения в своевременности проведения такого процесса. По свидетельству наркома юстиции Штейнберга, вопрос был отложен на неопределённое время, которое так и не наступило:121, 122.
По мнению историка В. М. Хрусталёва, к весне 1918 года большевистскими руководителями был выработан план по сбору всех представителей династии Романовых на Урале, где они бы содержались на значительном удалении от внешних опасностей в лице Германской империи и Антанты, а с другой стороны, большевики, располагающие здесь сильными политическими позициями, могли бы держать ситуацию с Романовыми под своим контролем. В таком месте, как писал историк, Романовых можно было бы уничтожить, найдя для этого подходящий повод. В апреле — мае 1918 года Николай II вместе с близкими был доставлен под охраной из Тобольска в «красную столицу Урала» — Екатеринбург — где к тому моменту уже находились другие представители императорского дома Романовых:515. Именно здесь в середине июля 1918 года, в обстановке стремительного наступления антисоветских сил (Чехословацкого корпуса и Сибирской армии), приближавшихся к Екатеринбургу (и действительно захвативших его спустя восемь дней), была осуществлена расправа над царской семьёй:6.
В качестве одной из причин расстрела местные советские власти называли раскрытие некоего заговора, якобы имевшего целью освобождение Николая II. Однако, по воспоминаниям членов коллегии Уральской ОблЧК И. И. Родзинского и М. А. Медведева (Кудрина), этот заговор на самом деле являлся провокацией, организованной уральскими большевиками, чтобы, как считают современные исследователи, получить основания для внесудебной расправы:81:350.

## Ход событий

### Ссылка в Екатеринбург
Историк А. Н. Боханов отмечал, что имеется множество гипотез, почему бывшего императора вместе с семьёй перевезли из Тобольска в Екатеринбург и собирался ли он бежать; в то же время, он считал установленным со всей определённостью фактом то, что переезд в Екатеринбург вытекал из стремления большевиков ужесточить режим и подготовиться к ликвидации Николая II и его семьи:400.
1 апреля ВЦИК принял решение перевести царскую семью в Москву:123—124. Категорически возражавшие против этого решения власти Урала предложили перевести её в Екатеринбург. Возможно, в результате противостояния Москвы и Урала, появилось новое решение ВЦИК от 6 апреля 1918 года:124, по которому все арестованные направлялись на Урал. В конечном итоге решения ВЦИК свелись к распоряжениям о подготовке открытого судебного процесса над Николаем Вторым и о перемещении царской семьи в Екатеринбург. Организовать этот переезд было поручено особоуполномоченному ВЦИК Василию Яковлеву (Мячину), которого Свердлов хорошо знал по совместной революционной работе в годы первой русской революции:124.
Присланный из Москвы в Тобольск комиссар Василий Яковлев (Мячин) возглавил секретную миссию по вывозу царской семьи в Екатеринбург с целью последующей переправки её в Москву. Ввиду болезни сына Николая II было решено[кем?] оставить всех детей, кроме Марии, в Тобольске в надежде[чьей?] воссоединиться с ними позднее.
26 апреля 1918 года Романовы под охраной пулемётчиков покинули Тобольск, 27 апреля вечером они прибыли в Тюмень:186—188. 30 апреля поезд из Тюмени прибыл в Екатеринбург, где Яковлев передал императорскую чету и дочь Марию руководителю Уралсовета А. Г. Белобородову. Вместе с Романовыми в Екатеринбург прибыли князь В. А. Долгоруков, Е. С. Боткин, А. С. Демидова, Т. И. Чемодуров, И. Д. Седнев.

Имеются данные, что во время переезда Николая II из Тобольска в Екатеринбург руководство Уральской области пыталось осуществить его убийство. Позднее Белобородов в своих неоконченных воспоминаниях писал: 
Мы считали, что, пожалуй, нет даже надобности доставлять Николая в Екатеринбург, что если представятся благоприятные условия во время его перевода, он должен быть расстрелян по дороге. Такой наказ имел Заславский и всё время старался предпринять шаги к его осуществлению, хотя и безрезультатно… Его намерения были разгаданы Яковлевым…
По утверждению П. М. Быкова, на проходившей в это время в Екатеринбурге 4-й Уральской областной конференции РКП(б) «в частном совещании большинство делегатов с мест высказывалось за необходимость скорейшего расстрела Романовых» с целью предупредить попытки восстановления монархии в России:126:258.
Возникшее во время переезда из Тобольска в Екатеринбург противостояние между посланными из Екатеринбурга отрядами и Яковлевым, которому стало известно о намерении уральцев уничтожить Николая II, удалось разрешить только путём переговоров с Москвой, которые вели обе стороны. Москва в лице Свердлова потребовала от уральского руководства гарантий безопасности царской семьи, и лишь после того, как они были даны, Свердлов подтвердил ранее данное Яковлеву распоряжение везти Романовых на Урал:242—244, 253—262.
23 мая 1918 года в Екатеринбург прибыли остальные дети Николая II в сопровождении группы слуг и чинов свиты. В дом Ипатьева были допущены А. Е. Трупп, И. М. Харитонов, племянник И. Д. Седнева Леонид Седнёв и К. Г. Нагорный.
Сразу по прибытии в Екатеринбург чекисты арестовали четырёх человек из числа лиц, сопровождавших царских детей: адъютанта царя князя И. Л. Татищева, камердинера Александры Фёдоровны А. А. Волкова, её камер-фрейлину княгиню А. В. Гендрикову и придворную лектрису Е. А. Шнейдер. Татищев и князь Долгоруков, прибывший в Екатеринбург вместе с царской четой, были расстреляны в Екатеринбурге. Гендрикова, Шнейдер и Волков после расстрела царской семьи были переведены в Пермь ввиду эвакуации Екатеринбурга. Там они были приговорены органами ЧК к казни как заложники; в ночь с 3 на 4 сентября 1918 года Гендрикова и Шнейдер были расстреляны, Волкову удалось сбежать прямо с места казни:570.
Прибывшие с Романовыми учителя царских детей Пьер Жильяр и Чарльз Сидней Гиббс были отделены от остальных. Им как иностранцам было настоятельно рекомендовано как можно скорее покинуть Урал. Однако они нелегально оставались в Екатеринбурге до прихода антибольшевистских сил, наблюдая за жизнью царской семьи. Позже они давали показания белому следствию[страница не указана 108 дней].
Согласно работе участника событий коммуниста П. М. Быкова, у князя Долгорукова, который, по словам Быкова, вёл себя подозрительно, были обнаружены две карты Сибири с обозначением водных путей и «какими-то специальными пометками», а также значительная сумма денег. Его показания убеждали в том, что он намеревался организовать побег Романовых из Тобольска.
Большинству из оставшихся членов свиты было приказано покинуть Пермскую губернию. Врачу наследника В. Н. Деревенко было разрешено остаться в Екатеринбурге в качестве частного лица и два раза в неделю осматривать наследника под надзором Авдеева, коменданта дома Ипатьева.

### Заключение в доме Ипатьева
Семью Романовых разместили в «доме особого назначения» — реквизированном особняке военного инженера в отставке Н. Н. Ипатьева. Здесь с семьёй Романовых проживали доктор Е. С. Боткин, камер-лакей А. Е. Трупп, горничная императрицы А. С. Демидова, повар И. М. Харитонов и поварёнок Леонид Седнёв.

Дом хороший, чистый. Нам были отведены четыре комнаты: спальня угловая, уборная, рядом столовая с окнами в садик и с видом на низменную часть города, и, наконец, просторная зала с аркою без дверей. <…>
Разместились следующим образом: Аликс [императрица], Мария и я втроём в спальне, уборная общая, в столовой — Н[юта] Демидова, в зале — Боткин, Чемодуров и Седнёв. Около подъезда комната кар[аульного] офицера. Караул помещался в двух комнатах около столовой. Чтобы идти в ванную и W.C. [ватерклозет], нужно проходить мимо часового у дверей кар[аульного] помещения. Вокруг дома построен очень высокий досчатый забор в двух саженях от окон; там стояла цепь часовых, в садике тоже.— (Дневник Николая II. Запись от 17 (30) апреля 1918 года:327.)
Царская семья провела в последнем своём доме 78 дней.
Комендантом «дома особого назначения» был назначен А. Д. Авдеев:322.
 Следователь Соколов, которому А. В. Колчак в феврале 1919 года поручил продолжить веде́ние дела об убийстве Романовых, сумел воссоздать картину последних месяцев жизни царской семьи с остатками свиты в доме Ипатьева. В частности, Соколов реконструировал систему постов и их размещение, составил список наружной и внутренней охраны.
Одним из источников для следователя Соколова стали свидетельские показания чудом уцелевшего члена царской свиты камердинера Т. И. Чемодурова, заявившего, что «в Ипатьевском доме режим был установлен крайне тяжёлый, и отношение охраны было прямо возмутительное». Не вполне доверяя его показаниям («я допускал, что Чемодуров мог быть не вполне откровенен в своих показаниях перед властью, и выяснял, что он рассказывал другим людям про жизнь в Ипатьевском доме»), Соколов перепроверил их через бывшего начальника царской охраны Кобылинского, камердинера Волкова, а также Жильяра и Гиббса. Соколов изучил и показания некоторых других бывших членов царской свиты, в том числе Пьера Жильяра, преподавателя французского языка родом из Швейцарии. Сам Жильяр был перевезён латышом Свикке (Родионовым) в Екатеринбург с оставшимися царскими детьми, однако в дом Ипатьева он помещён не был.
Кроме того, после того, как Екатеринбург перешёл в руки белых, были найдены и допрошены некоторые из бывших охранников дома Ипатьева, в том числе Суетин, Латыпов и Летемин. Детальные показания дали бывший охранник Проскуряков и бывший разводящий караула Якимов.
По свидетельству Т. И. Чемодурова, сразу по прибытии Николая II и Александры Фёдоровны в дом Ипатьева они подверглись обыску, причём «один из производивших обыск выхватил ридикюль из рук Государыни и вызвал замечание Государя: „До сих пор я имел дело с честными и порядочными людьми“».
Бывший начальник царской охраны Кобылинский, со слов Чемодурова, рассказывал: «ставилась на стол миска; ложек, ножей, вилок не хватало; участвовали в обеде и красноармейцы; придёт какой-нибудь и лезет в миску: „Ну, с вас довольно“. Княжны спали на полу, так как кроватей у них не было. Устраивалась перекличка. Когда княжны шли в уборную, красноармейцы, якобы для караула, шли за ними…». Свидетель Якимов (во время событий — разводящий караула) рассказывал, что караульные пели песни, «которые, конечно, не были приятны для царя»: «Дружно, товарищи, в ногу», «Отречёмся от старого мира» и т. д. Следователь Соколов также пишет, что «красноречивее всяких слов говорит сам дом Ипатьева, как жилось здесь узникам. Необычные по цинизму надписи и изображения с неизменной темой: о Распутине». В довершение всего, согласно показаниям опрошенных Соколовым свидетелей, рабочий паренёк Файка Сафонов демонстративно распевал прямо под окнами царской семьи неприличные частушки.
Соколов очень негативно характеризует часть охранников дома Ипатьева, называя их «распропагандированными отбросами из среды русского народа», а первого коменданта дома Ипатьева Авдеева — «самым ярким представителем этих отбросов рабочей среды: типичный митинговый крикун, крайне бестолковый, глубоко невежественный, пьяница и вор».
Имеются также сообщения о воровстве царских вещей охраной. Караульные разворовывали и продукты, присылавшиеся арестованным монахинями женского Ново-Тихвинского монастыря.
Историк Ричард Пайпс пишет, что начавшиеся кражи царского имущества не могли не беспокоить Николая и Александру, поскольку в числе прочего в сарае находились ящики с их личными письмами и дневниками. Кроме того, пишет Пайпс, имеется немало рассказов о грубом обращении охранников с членами царской семьи: о том, что охранники могли позволить себе в любое время суток зайти в комнаты княжон, что отнимали еду и даже что толкали бывшего царя. «Хотя такие рассказы и небезосновательны, в них многое преувеличено. Комендант и охрана, без сомнения, вели себя грубо, но нет свидетельств, подтверждающих открытые злоупотребления.» Отмечаемое рядом авторов поразительное спокойствие, с которым Николай и члены его семьи переносили тяготы неволи, Пайпс объясняет чувством собственного достоинства и «фатализмом, коренившимся в их глубокой религиозности».

### Провокация. Письма «офицера Русской армии»
17 июня арестованным было сообщено, что монахиням Ново-Тихвинского монастыря разрешено доставлять к их столу яйца, молоко и сливки. Как пишет Р. Пайпс, 19 или 20 июня царская семья обнаружила в пробке в одной из бутылок со сливками записку на французском языке:

Друзья не дремлют и надеются, что час, которого так долго ждали, настал. Восстание чехословаков представляет всё более серьёзную угрозу для большевиков. Самара, Челябинск и вся восточная и западная Сибирь находятся под контролем национального Временного правительства. Дружественная армия славян уже в восьмидесяти километрах от Екатеринбурга, сопротивление солдат Красной Армии безуспешно. Будьте внимательны ко всему, что происходит снаружи, ждите и надейтесь. Но в то же время, умоляю вас, будьте осмотрительны, ибо большевики, пока их ещё не победили, представляют для вас реальную и серьёзную опасность. Будьте наготове во всякий час, днём и ночью. Сделайте чертёж ваших двух комнат: расположение, мебель, кровати. Напишите точный час, когда все вы ложитесь спать. Один из вас должен отныне бодрствовать от 2 до 3 каждую ночь. Ответьте несколькими словами, но дайте, прошу вас, необходимые сведения вашим друзьям снаружи. Передайте ответ тому же солдату, который вручит вам эту записку, письменно, но не говорите ни слова.
Тот, кто готов умереть за вас.
Офицер Русской армии.

Les amis ne dorment plus et espèrent que l’heure si longtemps attendue est arrivée. La révolte des tschekoslovaques ménace les bolcheviks de plus en plus sérieusement. Samara, Tschelabinsk et toute la Sibirie orientale et occidentale est au pouvoir de gouvernement national provisoir. L’armée des amis slaves est à quatre-vingt kilometres d’Ekaterinbourg, les soldats de l’armée rouge ne résistent pas efficassement. Soyez attentifs au tout mouvement de dehors, attendez et esperez. Mais en meme temps, je vous supplie, soyez prudents, parce que les bolcheviks avant d’etre vaincus represent pour vous le peril réel et serieux. Soyez prêts toutes les heures, la journée et la nuit. Faite le croquis des vos deux chambres, les places, des meubles, des lits. Écrivez bien l’heure quant vous allez coucher vous tous. L’un de vous ne doit dormir de 2 à 3 heure toutes les nuits qui suivent. Répondez par quelques mots mais donnez, je vous en prie, tous les renseignements utiles pour vos amis de dehors. C’est au meme soldat qui vous transmet cette note qu’il faut donner votre reponse par écrit mais pas un seul mot.
Un qui est prêt à mourir pour vous
L’officier de l’armée Russe.
В дневнике Николая II даже появляется запись от 14 (27) июня, гласящая: «На днях мы получили два письма, одно за другим, [в которых] нам сообщали, чтобы мы приготовились быть похищенными какими-то преданными людьми!». В исследовательской литературе упоминается о четырёх письмах «офицера» и ответах Романовых на них:77.
В третьем письме, полученном 26 июня, «русский офицер» просил быть начеку и ждать сигнала. В ночь с 26 на 27 июня царская семья так и не легла спать, «бодрствовали одетые». В дневнике Николая появляется запись, что «ожидание и неуверенность были очень мучительны».
28 июня царская семья отправляет письмо, в котором сообщает, что

Мы не хотим и не можем БЕЖАТЬ. Мы только можем быть похищены силой, как силой нас привезли из Тобольска. Поэтому не рассчитывайте ни на какую нашу активную помощь. У коменданта много помощников, они часто сменяются и стали тревожны. Они бдительно охраняют нашу тюрьму и наши жизни и обращаются с нами хорошо. Мы бы не хотели, чтобы они пострадали из-за нас или чтобы вы пострадали за нас. Самое главное, ради Бога, избегайте пролить кровь. Собирайте информацию о них сами. Спуститься из окна без помощи лестницы совершенно невозможно. Но даже если мы спустимся, остаётся огромная опасность, потому что окно комнаты коменданта открыто и на нижнем этаже, вход в который ведёт со двора, установлен пулемёт. [Зачеркнуто: «Поэтому оставьте мысль нас похитить».] Если вы за нами наблюдаете, вы всегда можете попытаться спасти нас в случае неминуемой и реальной опасности. Мы совершенно не знаем, что происходит снаружи, так как не получаем ни газет, ни писем. После того как разрешили распечатать окно, наблюдение усилилось и мы не можем даже высунуть в окно голову без риска получить пулю в лицо.

Историк Ричард Пайпс обращает внимание на явные странности в этой переписке: анонимный «русский офицер» явно должен был являться монархистом, однако обращался к царю на «вы» («vous») вместо «Ваше Величество» («Votre Majesté»), и непонятно, каким образом монархисты могли бы подсунуть письма в пробку. Сохранились воспоминания первого коменданта дома Ипатьева, Авдеева, который сообщает, что чекисты якобы нашли настоящего автора письма, сербского офицера Магича. В действительности же, как подчёркивает Ричард Пайпс, в Екатеринбурге не было никакого Магича. В городе действительно находился сербский офицер с похожей фамилией, Мичич Ярко Константинович, однако известно, что он прибыл в Екатеринбург только 4 июля, когда бо́льшая часть переписки уже закончилась.
Рассекречивание в 1989—1992:77 годах воспоминаний участников событий окончательно прояснило картину с загадочными письмами неизвестного «русского офицера». Участник расстрела М. А. Медведев (Кудрин) признал, что переписка являлась провокацией, организованной уральскими большевиками с целью проверить готовность царской семьи бежать. После того как Романовы, по словам Медведева, две или три ночи провели одетыми, такая готовность стала для него очевидной.
Автором текста являлся П. Л. Войков, некоторое время проживавший в Женеве (Швейцария). Письма переписывал начисто И. Родзинский, так как у него был лучше почерк. Сам Родзинский в своих воспоминаниях утверждает, что «почерк там мой в этих документах».

### Замена коменданта Авдеева на Юровского
4 июля 1918 года охрана царской семьи была передана члену коллегии Уральской областной ЧК Я. М. Юровскому. В некоторых источниках Юровский ошибочно называется председателем ЧК; в действительности, эту должность занимал Ф. Н. Лукоянов.
Помощником коменданта «дома особого назначения» стал сотрудник областной ЧК:330 Г. П. Никулин. Прежний комендант Авдеев и его помощник Мошкин были смещены, Мошкин (и, по некоторым источникам, также и Авдеев) посажен в тюрьму за воровство.
При первой встрече с Юровским царь принял его за врача, так как тот посоветовал врачу В. Н. Деревенко наложить на ногу наследника гипсовую повязку; Юровский в 1915 году был мобилизован и, по данным Н. Соколова, окончил фельдшерскую школу:317—318.
Следователь Н. А. Соколов объяснял замену коменданта Авдеева тем, что общение с заключёнными что-то изменило в его «пьяной душе», что стало заметно начальству. Когда, по мнению Соколова, начались приготовления к казни находящихся в доме особого назначения, охрана Авдеева была удалена как ненадёжная.
Юровский своего предшественника Авдеева описал крайне негативно, обвинив его в «разложении, пьянстве, воровстве»: «кругом настроение полной распущенности и расхлябанности», «Авдеев, обращаясь к Николаю, называет его — Николай Александрович. Тот ему предлагает папиросу, Авдеев берёт, оба закуривают, и это сразу показало мне установившуюся „простоту нравов“».
Опрошенный Соколовым брат Юровского Лейба охарактеризовал Я. М. Юровского так: «Характер у Янкеля вспыльчивый, настойчивый. Я учился у него часовому делу и знаю его характер: он любит угнетать людей». По словам Леи, жены другого брата Юровского (Эле), Я. М. Юровский очень настойчив и деспотичен, а его характерной фразой было: «Кто не с нами, тот против нас». Вместе с тем, как указывает историк Ричард Пайпс, вскоре после своего назначения Юровский жёстко пресекает распространившееся при Авдееве воровство. Пайпс считает это действие целесообразным с точки зрения безопасности, поскольку склонных к воровству охранников можно было подкупить, в том числе с целью бегства; в результате на какое-то время содержание арестованных даже улучшилось, так как прекратилось воровство продуктов из Ново-Тихвинского монастыря. Кроме того, Юровский составляет опись всех имеющихся у арестованных драгоценностей (по утверждению историка Р. Пайпса — кроме тех, которые женщины тайно зашили в нижнее бельё); драгоценности помещаются им в опечатанный ящик, который Юровский отдаёт им на хранение. Действительно, в дневнике царя имеется запись от 23 июня (6 июля) 1918 года:

Вчера комендант Ю[ровский] принёс ящичек со всеми взятыми драгоценностями, просил проверить содержимое и при нас запечатал его, оставив у нас на хранение. Погода стала прохладнее, и в спальне легче дышалось. Ю[ровский] и его помощник начинают понимать, какого рода люди окружали и охраняли нас, обворовывая нас. Не говоря об имуществе — они даже удерживали себе большую часть из приносимых припасов из женского монастыря. Только теперь, после новой перемены, мы узнали об этом, потому что всё количество провизии стало попадать на кухню.

Вместе с тем бесцеремонность Юровского вскоре начала раздражать царя, отметившего в своём дневнике: «этот тип нравится нам всё менее»:87. Александра Фёдоровна охарактеризовала Юровского в своём дневнике как человека «вульгарного и неприятного». Вместе с тем Ричард Пайпс отмечает:

Но он обладал несколькими важными для чекиста достоинствами: он был до щепетильности честен в обращении с государственным имуществом, безгранично жесток и довольно проницателен.

### Последние дни
В большевистских источниках сохранились свидетельства, что «рабочая масса» Урала выражала беспокойство по поводу возможности освобождения Николая II и даже требовала его немедленного расстрела. Доктор исторических наук Г. З. Иоффе считает, что эти свидетельства, вероятно, соответствуют действительности, причём характеризуют ситуацию, которая была тогда не только на Урале. В качестве примера он приводит текст телеграммы из Коломенского районного комитета партии большевиков, поступившей в Совнарком 3 июля 1918 г., с сообщением, что местная партийная организация «единогласно постановила требовать от Совнаркома немедленного уничтожения всего семейства и родственников бывшего царя, ибо немецкая буржуазия совместно с русской восстанавливают царский режим в захваченных городах». «В случае отказа, — сообщалось в ней, — решено собственными силами привести в исполнение это постановление». Иоффе предполагает, что подобные резолюции, шедшие снизу, или организовывались на собраниях и митингах, или являлись следствием общей распропагандированности, атмосферы, наполненной призывами к классовой борьбе и классовой мести. «Низы» с готовностью подхватывали лозунги, исходившие от большевистских ораторов, особенно тех, что представляли левые течения большевизма. Левой была почти вся большевистская верхушка Урала:301—303. Согласно воспоминаниям чекиста И. Родзинского, из руководителей Уралоблсовета левыми коммунистами были А. Белобородов, Г. Сафаров и Н. Толмачёв.
При этом левым большевикам на Урале приходилось соревноваться в радикализме с левыми эсерами и анархистами, влияние которых было значительным. Как пишет Иоффе, большевики не могли себе позволить давать своим политическим соперникам повод для упрёков в «сползании вправо». А такие обвинения были. Позднее Спиридонова упрекала ЦК большевиков, что он «распустил царей и подцарей по… украинам, крымам и заграницам» и «только по настоянию революционеров», то есть левых эсеров и анархистов, поднял руку на Николая Романова. По свидетельству А. Авдеева, в Екатеринбурге группа анархистов пыталась провести резолюцию о немедленной казни бывшего царя. По воспоминаниям уральцев, экстремисты пытались организовать нападение на дом Ипатьева с целью уничтожить Романовых. Отголоски этого сохранились в дневниковых записях Николая II за 31 мая (13 июня) и Александры Фёдоровны за 1 (14) июня:303—304.
13 июня в Перми было совершено убийство Великого князя Михаила Александровича. Сразу после убийства власти Перми объявили, что Михаил Романов бежал, и объявили его в розыск. 17 июня сообщение о «бегстве» Михаила Александровича было перепечатано в газетах Москвы и Петрограда. Параллельно появляются слухи о том, что Николай II убит самовольно ворвавшимся в дом Ипатьева красноармейцем. На самом же деле Николай на тот момент был ещё жив.
Слухи о самосуде над Николаем II и над Романовыми вообще распространились и за пределы Урала:304.
18 июня председатель СНК Ленин в интервью оппозиционной большевизму либеральной газете «Наше слово» заявил, что Михаил, по его сведениям, якобы действительно бежал, а о судьбе Николая Ленину ничего не известно.
20 июня управляющий делами Совета народных комиссаров РСФСР В. Бонч-Бруевич запрашивал Екатеринбург: «В Москве распространились сведения, что будто бы убит бывший император Николай II. Сообщите имеющиеся у вас сведения»:304.
Москва направляет в Екатеринбург для инспекции командующего Североуральской группой советских войск латыша Р. И. Берзина, который посетил дом Ипатьева 22 июня. Николай в своём дневнике, в записи от 9 (22) июня 1918 года, сообщает о прибытии «6 человек», и на следующий день появляется запись о том, что они оказались «комиссарами из Петрограда»:356. 23 июня представители СНК вновь сообщили, что сведений о том, жив Николай II или нет, у них всё ещё нет.
Р. Берзин в телеграммах в СНК, ВЦИК и Народный комиссариат по военным делам РСФСР сообщал, что «все члены семьи и сам Николай II живы. Все сведения о его убийстве — провокация». На основании полученных ответов в советской печати несколько раз опровергались слухи и появлявшиеся в некоторых газетах сообщения о казни Романовых в Екатеринбурге:304—305.
Согласно показаниям трёх телеграфистов с Екатеринбургского почтамта, полученным позднее комиссией Соколова, Ленин в разговоре с Берзиным по прямому проводу распорядился «взять под свою охрану всю царскую семью и не допустить каких бы то ни было насилий над ней, отвечая в данном случае своей собственной жизнью». По мнению историка А. Г. Латышева, телеграфная связь, которую поддерживал Ленин с Берзиным, является одним из доказательств стремления Ленина сохранить жизнь Романовым:132.
Согласно официальной советской историографии, решение о расстреле Романовых было принято исполкомом Уралоблсовета, в то время как центральное советское руководство было уведомлено уже после свершившегося. В период перестройки эта версия стала подвергаться критике, и к началу 1990-х годов сформировалась альтернативная версия, согласно которой уральские власти не могли принять такое решение без директивы Москвы и взяли на себя эту ответственность ради создания московскому руководству политического алиби:306. В постперестроечное время российский историк А. Г. Латышев, занимавшийся расследованием обстоятельств, связанных с расстрелом царской семьи, высказал мнение, что Ленин действительно вполне мог тайно организовать убийство таким образом, чтобы переложить ответственность на местные власти, — примерно так же, как, по убеждению Латышева, это было проделано полутора годами позже в отношении Колчака. И всё же в данном случае, полагает историк, дело обстояло иначе:118—119. По его мнению, Ленин, не желая портить отношения с германским императором Вильгельмом II, близким родственником Романовых, не давал санкции на расстрел:121.
В начале июля 1918 года уральский военный комиссар Ф. И. Голощёкин выехал в Москву для решения вопроса о дальнейшей судьбе царской семьи. По данным Генеральной прокуратуры РФ, в Москве он находился с 4 по 10 июля; 14 июля Голощёкин вернулся в Екатеринбург.
Если исходить из имеющихся документов, то судьба царской семьи в целом в Москве не обсуждалась ни на каком уровне. Обсуждалась только судьба Николая II, которого предполагалось судить. По данным ряда историков, существовало также принципиальное решение, согласно которому бывшему царю должен был быть вынесен смертный приговор. По данным следователя В. Н. Соловьёва, Голощёкин, ссылаясь на сложность военной обстановки в районе Екатеринбурга и возможность захвата царской семьи белогвардейцами, предложил расстрелять Николая II, не дожидаясь суда, однако получил категорический отказ.
По мнению ряда историков, решение об уничтожении царской семьи было принято по возвращении Голощёкина в Екатеринбург:439. С. Д. Алексеев и И. Ф. Плотников считают, что оно было принято вечером 14 июля «узким кругом большевистской части исполкома Уралсовета». В фонде Совнаркома Государственного архива РФ сохранилась телеграмма, отправленная 16 июля 1918 года в Москву из Екатеринбурга через Петроград:
| Из Петрограда. Смольного. В Москву, Кремль, Свердлову, копия Ленину. Из Екатеринбурга по прямому проводу передают следующее: сообщите [в] Москву, что условленного с Филипповым суда по военным обстоятельствам не терпит отлагательства. Ждать не можем. Если ваши мнения противоположны, сейчас же, вне всякой очереди сообщить. Голощёкин, Сафаров. Снеситесь по этому поводу сами с Екатеринбургом. Зиновьев. Пометка: Принято 16.7.1918 г. в 21 час 22 минуты из Петрограда Смольного 14 22 8".— (Цитировано по публикации А. Н. Авдонина «Тайна Старой Коптяковской дороги».) |

Таким образом, телеграмма была получена в Москве 16 июля в 21 час 22 минуты. Г. З. Иоффе высказал предположение, что под «судом», о котором идёт речь в телеграмме, подразумевается расстрел Николая II или даже семьи Романовых. Ответа от центрального руководства на эту телеграмму в архивах не обнаружено.
В отличие от Иоффе, ряд исследователей понимает употреблённое в телеграмме слово «суд» в буквальном смысле. В этом случае в телеграмме речь идёт о суде над Николаем II, относительно которого была договорённость между центральной властью и Екатеринбургом, и смысл телеграммы таков: «сообщите Москву, что условленного с Филиппом суда по военным обстоятельствам… ждать не можем. Расстрел не терпит отлагательства». Такая трактовка телеграммы позволяет считать, что вопрос о суде над Николаем II ещё не был снят 16 июля. Следствие считает, что лаконичность поставленного в телеграмме вопроса свидетельствует о том, что центральные власти были с этим вопросом знакомы; при этом есть основания «полагать, что вопрос о расстреле членов царской семьи и слуг, исключая Николая II, ни с В. И. Лениным, ни с Я. М. Свердловым не согласовывался».
За несколько часов до расстрела царской семьи, 16 июля, Ленин приготовил телеграмму в качестве ответа редакции датской газеты Nationaltidende, обратившейся к нему с вопросом о судьбе Николая II, в которой опровергались слухи о его гибели. В 16 часов текст был послан на телеграф, но телеграмма так и не была отправлена. По мнению А. Г. Латышева, текст этой телеграммы «означает, что Ленин даже не предполагал о возможности расстрела Николая II (не говоря уже о всей семье) в ближайшую ночь»:131—132.
В отличие от Латышева, по мнению которого, решение о расстреле царской семьи было принято местной властью, ряд историков считает, что расстрел был осуществлён по инициативе Центра. Эту точку зрения отстаивали, в частности, Д. А. Волкогонов и Р. Пайпс. В качестве аргумента они приводили дневниковую запись Л. Д. Троцкого, сделанную 9 апреля 1935 года, о его разговоре со Свердловым после падения Екатеринбурга. Согласно этой записи, Троцкий к моменту этого разговора не знал ни о расстреле Николая II, ни о расстреле его семьи. Свердлов сообщил ему о происшедшем, сказав, что решение принималось центральной властью. Однако достоверность этого свидетельства Троцкого подвергается критике, так как, во-первых, Троцкий значится в числе присутствующих в протоколе заседания СНК от 18 июля, на котором Свердлов сообщил о расстреле Николая II; во-вторых, сам Троцкий в своей книге «Моя жизнь» писал, что до 7 августа он находился в Москве; но это значит, что он не мог не знать о расстреле Николая II даже в том случае, если его фамилия оказалась в протоколе по ошибке:310—311.

По данным Генеральной прокуратуры РФ, официальное решение о расстреле Николая II было принято 16 июля 1918 года Президиумом Уральского областного Совета рабочих, крестьянских и солдатских депутатов. Оригинал этого решения не сохранился. Однако через неделю после расстрела был опубликован официальный текст приговора:
Постановление Президиума Уральского областного Совета рабочих, крестьянских и красноармейских депутатов:
Ввиду того, что чехо-словацкие банды угрожают столице красного Урала, Екатеринбургу; ввиду того, что коронованный палач может избежать суда народа (только что обнаружен заговор белогвардейцев, имевший целью похищение всей семьи Романовых), Президиум областного комитета во исполнение воли народа, постановил: расстрелять бывшего царя Николая Романова, виновного перед народом в бесчисленных кровавых преступлениях.
Постановление Президиума областного совета приведено в исполнение в ночь с 16 на 17 июля.
Семья Романовых переведена из Екатеринбурга в другое, более верное место.
Президиум областного Совета рабочих, крестьянских и красноармейских депутатов Урала

### Отсылка поварёнка Леонида Седнёва
Как утверждал в своей работе «Убийство царской семьи» член следственной команды Р. Вильтон, перед расстрелом «поварёнок Леонид Седнёв, товарищ игр Цесаревича, был удалён из Ипатьевского дома. Он был помещён у русских караульных в доме Попова, насупротив Ипатьевского». Воспоминания участников расстрела подтверждают этот факт.
Комендант Юровский, как утверждал участник расстрела М. А. Медведев (Кудрин), предположительно по своей инициативе предложил отослать из «Дома особого назначения» находившегося в царской свите поварёнка Леонида Седнёва под предлогом встречи с якобы приехавшим в Екатеринбург дядей. На самом же деле дядя Леонида Седнёва, лакей великих княжон И. Д. Седнёв, сопровождавший царскую семью в ссылке, с 27 мая 1918 года находился под арестом:86 и в начале июня (по другим данным, в конце июня:342 или в начале июля 1918 года) был расстрелян.
Сам же Юровский утверждает, что он получил приказ отпустить поварёнка от Голощёкина:328. После расстрела царской семьи, по воспоминаниям Юровского, поварёнок был отправлен домой.
Оставшихся членов свиты было решено ликвидировать вместе с царской семьёй, так как они «заявили, что желают разделить участь монарха. Пусть и разделяют». Таким образом назначено к ликвидации четыре человека: лейб-медик Е. С. Боткин, камер-лакей А. Е. Трупп, повар И. М. Харитонов и горничная А. С. Демидова.
Из членов свиты удалось спастись камердинеру Т. И. Чемодурову, 24 мая заболевшему и помещённому в тюремную больницу; во время эвакуации Екатеринбурга в суматохе он был забыт большевиками в тюрьме и освобождён чехами 25 июля.

### Расстрел
Из воспоминаний участников расстрела известно, что они заранее не знали, каким способом будет осуществляться «казнь». Предлагались разные варианты: заколоть арестованных кинжалами во время сна, забросать гранатами комнату с ними, расстрелять. По данным Генеральной прокуратуры РФ, вопрос о порядке проведения «казни» был решён при участии работников УралоблЧК.
В 1 час 30 минут ночи с 16 на 17 июля к дому Ипатьева прибыл грузовик для перевозки трупов, с опозданием на полтора часа. После этого был разбужен врач Боткин, которому сообщили о необходимости всем срочно перейти вниз в связи с тревожной ситуацией в городе и опасностью оставаться на верхнем этаже. На сборы ушло примерно 30 — 40 минут.
| Семеро членов семьи 1. Николай Александрович, 50 лет 2. Александра Фёдоровна, 46 лет 3. Ольга, 22 года 4. Татьяна, 21 год 5. Мария, 19 лет 6. Анастасия, 17 лет 7. Алексей, 13 лет | А также - Евгений Боткин, лейб-медик (53 года) - Иван Харитонов, повар (48 лет) - Алексей Трупп, лакей (61 год) - Анна Демидова, горничная (40 лет) |

перешли в полуподвальную комнату (Алексея, который не мог идти, Николай II нёс на руках). В полуподвале не оказалось стульев, затем по просьбе Александры Фёдоровны были принесены два стула. На них сели Александра Фёдоровна и Алексей. Остальные разместились вдоль стены. Юровский ввёл расстрельную команду и зачитал приговор. Николай II успел только спросить: «Что?» (другие источники передают последние слова Николая как «А?» или «Как, как? Перечитайте»). Юровский дал команду, началась беспорядочная стрельба. Позже Юровский сообщал, что он выстрелил первым и убил Николая II.
Расстрельщикам не удалось сразу убить Алексея, дочерей Николая II, горничную А. С. Демидову, доктора Е. С. Боткина. Раздался крик Анастасии, горничная Демидова поднялась на ноги, длительное время оставался жив Алексей. Кто-то из них был застрелен; уцелевших, по данным следствия, добивал штыком П. З. Ермаков.
Согласно воспоминаниям Юровского, стрельба была беспорядочной: многие, вероятно, стреляли из соседнего помещения, через порог, а пули отскакивали рикошетом от каменной стены. При этом был легко ранен один из расстрельщиков («Пуля кого-то из стрелявших сзади прожужжала мимо моей головы, а одному, не помню, не то руку, ладонь, не то палец задела и прострелила»).
По данным, приведённым в статье Андрея Мановцева, в ходе расстрела были также убиты поднявшие вой две собаки царской семьи — французская бульдожка Ортипо Татьяны и королевский спаниель Джимми (Джемми) Анастасии. Третьей собаке — спаниелю Алексея Николаевича по кличке Джой — была сохранена жизнь, так как она не выла. Спаниеля позднее взял к себе охранник Летемин, арестованный впоследствии белыми. Впоследствии, по рассказу епископа Василия (Родзянко), Джой был увезён в Великобританию офицером-эмигрантом и передан британской королевской семье.
Молодое поколение нас может не понять. Могут упрекнуть, что мы убили девочек, убили наследника-мальчика. Но к сегодняшнему дню девочки-мальчики выросли бы… в кого?
Для того, чтобы заглушить выстрелы, рядом с Домом Ипатьева завели грузовик, но выстрелы в городе всё равно были слышны. В материалах Соколова имеются, в частности, показания об этом двух случайных свидетелей: крестьянина Буйвида и ночного сторожа Цецегова.
По данным историка Ричарда Пайпса, сразу после этого Юровский жёстко пресекает попытки охраны разворовать обнаруженные ими драгоценности, угрожая расстрелом. После этого он поручил П. С. Медведеву организовать уборку помещений, а сам уехал на уничтожение трупов.
Точный текст приговора, произнесённого Юровским перед расстрелом, неизвестен. В материалах следователя Н. А. Соколова имеются показания разводящего караула Якимова, утверждавшего, со ссылкой на наблюдавшего за этой сценой охранника Клещёва, что Юровский произнёс: «Николай Александрович, Ваши родственники старались Вас спасти, но этого им не пришлось. И мы принуждены Вас сами расстрелять».
М. А. Медведев (Кудрин) описал эту сцену следующим образом:

— Николай Александрович! Попытки Ваших единомышленников спасти Вас не увенчались успехом! И вот, в тяжёлую годину для Советской республики… — Яков Михайлович повышает голос и рукой рубит воздух: — …на нас возложена миссия покончить с домом Романовых!

В воспоминаниях помощника Юровского Г. П. Никулина этот эпизод изложен так:
товарищ Юровский произнёс такую фразу, что:

«Ваши друзья наступают на Екатеринбург, и поэтому вы приговорены к смерти».
Сам же Юровский не смог вспомнить точный текст: «…я тут же, насколько помню, сказал Николаю примерно следующее, что его царственные родственники и близкие как в стране, так и за границей, пытались его освободить, а что Совет рабочих депутатов постановил их расстрелять».
17 июля днём несколько членов исполкома Уралоблсовета связались с Москвой по телеграфу (на телеграмме помечено, что она принята в 12 часов) и сообщили, что Николай II расстрелян, а его семья эвакуирована:339. Редактор «Уральского рабочего», член исполкома Уралоблсовета В. Воробьёв позднее утверждал, что им «было очень не по себе, когда они подошли к аппарату: бывший царь был расстрелян постановлением президиума Облсовета, и было неизвестно, как на это „самоуправство“ будет реагировать центральная власть…». Достоверность этого свидетельства, писал Г. З. Иоффе, не поддаётся проверке:339—340.
Следователь Н. Соколов утверждал, что им найдена шифрованная телеграмма председателя Уралоблисполкома А. Белобородова в Москву, датированная 21 часом 17 июля, которую якобы удалось расшифровать лишь в сентябре 1920 года. В ней сообщалось: «Секретарю Совнаркома Н. П. Горбунову: передайте Свердлову, что всё семейство постигла та же участь, что и главу. Официально семья погибнет при эвакуации». Соколов делал вывод: значит, вечером 17 июля Москва знала о гибели всей царской семьи. Однако в протоколе заседания Президиума ВЦИК 18 июля говорится только о расстреле Николая II:340. На следующий день газета «Известия» сообщила:
| 18-го июля состоялось первое заседание Президиума Ц. И. К. 5-го созыва. Председательствовал тов. Свердлов. Присутствовали члены Президиума: Аванесов, Сосновский, Теодорович, Владимирский, Максимов, Смидович, Розенгольц, Митрофанов и Розинь. Председатель тов. Свердлов оглашает только что полученное по прямому проводу сообщение от Областного Уральского Совета о расстреле бывшего царя Николая Романова. В последние дни столице Красного Урала Екатеринбургу серьёзно угрожала опасность приближения чехо-словацких банд. В то же время был раскрыт новый заговор контр-революционеров, имевший целью вырвать из рук Советской власти коронованного палача. Ввиду этого Президиум Уральского Областного Совета постановил расстрелять Николая Романова, что и было приведено в исполнение 16-го июля. Жена и сын Николая Романова отправлены в надёжное место. Документы о раскрытом заговоре высланы в Москву со специальным курьером. Сделав это сообщение, тов. Свердлов напоминает историю перевода Николая Романова из Тобольска в Екатеринбург после раскрытия такой же организации белогвардейцев, подготавливавшей побег Николая Романова. В последнее время предполагалось предать бывшего царя суду за все его преступления против народа, и только события последнего времени помешали осуществлению этого. Президиум Ц. И. К., обсудив все обстоятельства, заставившие Уральский Областной Совет принять решение о расстреле Николая Романова, постановил: Всероссийский Ц. И. К., в лице своего Президиума, признаёт решение Уральского Областного Совета правильным. |

Накануне этого официального сообщения в печати, 18 июля (возможно, в ночь с 18-го на 19-е:374—375), состоялось заседание Совнаркома, на котором это постановление Президиума ВЦИК было «принято к сведению»:340.
Телеграммы, о которой пишет Соколов, в делах Совнаркома и ВЦИК нет. «Некоторые зарубежные авторы, — пишет историк Г. З. Иоффе, — осторожно даже высказали сомнение в её подлинности». И. Д. Ковальченко и Г. З. Иоффе оставили открытым вопрос, была ли эта телеграмма получена в Москве. По мнению ряда других историков, в числе которых Ю. А. Буранов и В. М. Хрусталёв:374, Л. А. Лыкова:75, эта телеграмма подлинна и её получили в Москве до заседания Совнаркома.
19 июля Юровский вывез в Москву «документы заговора». Время приезда Юровского в Москву точно не известно, однако известно, что привезённые им дневники Николая II 26 июля уже находились у историка М. Н. Покровского. 6 августа при участии Юровского был доставлен в Москву из Перми уже весь архив Романовых:89.

### Вопрос о составе расстрельной команды
… товарищ Ермаков, который себя довольно неприлично вёл, присваивая себе после главенствующую роль, что это он все совершил, так сказать, единолично, без всякой помощи… На самом же деле нас было исполнителей 8 человек: Юровский, Никулин, Медведев Михаил, Медведев Павел четыре, Ермаков Пётр пять, вот я не уверен, что Кабанов Иван шесть. И ещё двоих я не помню фамилий.

Когда мы спустились в подвал, мы тоже не догадались сначала там даже стулья поставить, чтобы сесть, потому что этот был… не ходил, понимаете, Алексей, надо было его посадить. Ну, тут моментально, значит, поднесли это. Они так это, когда спустились в подвал, так это недоуменно стали переглядываться между собой, тут же внесли, значит, стулья, села, значит, Александра Фёдоровна, наследника посадили, и товарищ Юровский произнёс такую фразу, что: «Ваши друзья наступают на Екатеринбург, и поэтому вы приговорены к смерти». До них даже не дошло, в чём дело, потому что Николай произнёс только сразу: «А!», а в это время сразу залп наш уже один, второй, третий. Ну, там ещё кое-кто, значит, так сказать, ну, что ли, был ещё не совсем окончательно убит. Ну, потом пришлось ещё кое-кого дострелить…
Советский исследователь М. Касвинов в своей книге «23 ступени вниз», впервые опубликованной в журнале «Звезда» (1972—1973 год), фактически приписывал руководство расстрелом не Юровскому, а Ермакову:
| Кому поручить исполнение приговора? Председательствующий говорит: возвратился с фронта Пётр Захарович Ермаков, верх-исетский кузнец, в боях против дутовцев командовавший рабочим отрядом. Оправился от ран. Достойный, всеми почитаемый уральский ветеран. Отец троих детей. На любом посту, доверенном революцией, не позволяет ни себе, ни другим послаблений или колебаний. Вызвали Ермакова. Спросили. Согласился. Попросил в помощь себе А. Д. Авдеева — бывшего коменданта Дома особого назначения и Я. И. Юровского — коменданта нынешнего. |

Однако позже текст был изменён, и в следующих изданиях книги, вышедших уже после смерти автора:35, руководителями расстрела были названы Юровский и Никулин:
| Возникает вопрос: кому поручить исполнение? Общее мнение: Юровскому Якову Михайловичу, коменданту Дома особого назначения, и его заместителю Григорию Петровичу Никулину. Ещё три дня, и наступит развязка затянувшейся тяжёлой драмы. |

В материалах следствия Н. А. Соколова по делу об убийстве Императора Николая II и его семьи содержатся многочисленные свидетельские показания о том, что непосредственными исполнителями убийства были «латыши» во главе с евреем (Юровским). Однако, как отмечает Соколов, русские красноармейцы называли «латышами» всех нерусских большевиков. Поэтому мнения о том, кем были эти «латыши», расходятся.
Соколов далее пишет, что в доме были обнаружены написанные по-венгерски надпись на стене «Verhás András 1918 VII/15 e őrségen» и обрывок письма, датированный весной 1918 года. Надпись на стене на венгерском языке переводится как «Верхаш Ондраш 1918 VII/15 в карауле» и частично продублирована по-русски: «№ 6. Вергаш Карау 1918 VII/15». Имя в разных источниках варьируется как «Вергази Андреас», «Верхас Андрас» и т. д. (по правилам венгерско-русской практической транскрипции оно должно передаваться на русский как «Верхаш Андраш»). Соколов отнёс это лицо к числу «палачей-чекистов»; исследователь И. Плотников считает, что это было сделано «опрометчиво»: пост № 6 относился к внешней охране, и неизвестный Верхаш Ондраш мог не участвовать в расстреле.
Генерал Дитерихс «по аналогии» отнёс к числу участников расстрела также австро-венгерского военнопленного Рудольфа Лашера; по данным исследователя И. Плотникова, Лашер на самом деле вообще не привлекался к охране, занимаясь только хозяйственной работой.
В свете исследования Плотникова список расстреливавших может выглядеть так: Юровский, Никулин, член коллегии облЧК М. А. Медведев (Кудрин), П. З. Ермаков, С. П. Ваганов, А. Г. Кабанов, П. С. Медведев, В. Н. Нетребин, возможно, Я. М. Цельмс и, под очень большим вопросом, неизвестный студент-горняк. Плотников считает, что последний был использован в доме Ипатьева в течение лишь нескольких суток после расстрела и только как специалист по драгоценностям. Таким образом, согласно Плотникову, расстрел царской семьи был произведён группой, состоявшей по национальному составу почти полностью из русских, с участием одного еврея (Я. М. Юровского) и, вероятно, одного латыша (Я. М. Цельмса). По сохранившимся сведениям, два-три латыша отказались участвовать в расстреле.
Существует ещё один список будто бы расстрельной команды, составленный тобольским большевиком, перевозившим в Екатеринбург оставшихся в Тобольске царских детей, латышом Я. М. Свикке (Родионовым) и состоящий почти целиком из латышей. Все упомянутые в списке латыши действительно служили со Свикке в 1918 году, однако в расстреле, по всей видимости, не участвовали (за исключением Цельмса).
В 1956 году в германских СМИ были опубликованы документы и свидетельства некоего И. П. Мейера, бывшего военнопленного-австрийца, в 1918 году члена Уральского областного совета, в которых утверждалось, что в расстреле участвовали семь бывших военнопленных-венгров, в том числе человек, которого некоторые авторы идентифицировали как Имре Надя, будущего политического и государственного деятеля Венгрии. Эти свидетельства, однако, были впоследствии признаны фальсифицированными.

## Кампания по дезинформации
В официальном сообщении советского руководства о расстреле Николая II, опубликованном в газетах «Известия» и «Правда» 19 июля, утверждалось, что решение расстрелять Николая II («Николая Романова») было принято в связи с крайне тяжёлой военной обстановкой, сложившейся в районе Екатеринбурга, и раскрытием контрреволюционного заговора, имевшего целью освобождение бывшего царя; что решение о расстреле было принято президиумом Уральского областного совета самостоятельно; что убит был только Николай II, а его супруга и сын были переправлены в «надёжное место». О судьбе других детей и приближённых к царской семье лиц вообще не упоминалось. В течение ряда лет власти упорно отстаивали официальную версию, будто семья Николая II жива. Эта дезинформация способствовала возникновению слухов о том, что некоторым членам семьи удалось бежать и спастись.
Хотя центральные власти ещё вечером 17 июля должны были узнать из телеграммы из Екатеринбурга, «…что всё семейство постигла та же участь, что и главу», в официальных резолюциях ВЦИК и СНК от 18 июля 1918 года упоминалось только о расстреле Николая II. 20 июля состоялись переговоры Я. М. Свердлова c А. Г. Белобородовым, в ходе которых Белобородовым был задан вопрос: «…можем ли мы оповестить население известным текстом?»:68. После этого (по данным Л. А. Лыковой, 23 июля; по другим данным, 21:340—341 или 22 июля) в Екатеринбурге было опубликовано сообщение о расстреле Николая II, повторявшее официальную версию советского руководства.
22 июля 1918 года информация о казни Николая II была опубликована лондонской «Таймс», 21 июля (из-за разницы часовых поясов) — «Нью-Йорк Таймс». Основанием для этих публикаций стала официальная информация от советского правительства. 
Дезинформация мировой и российской общественности продолжалась и в официальной печати, и по дипломатическим каналам. Сохранились материалы о переговорах советских властей с представителями германского посольства: 24 июля 1918 года советник К. Рицлер получил от наркома иностранных дел Г. В. Чичерина информацию, что императрица Александра Фёдоровна и её дочери перевезены в Пермь и им ничто не угрожает. Отрицание гибели царской семьи продолжалось и далее. Переговоры между советским и германским правительствами об обмене царской семьи велись до 15 сентября 1918 года. Посла Советской России в Германии А. А. Иоффе не информировали о произошедшем в Екатеринбурге по совету В. И. Ленина, который дал указание: «…ничего не рассказывать А. А. Иоффе, чтобы тому было легче врать».
В дальнейшем официальные представители советского руководства продолжали дезинформировать мировую общественность: дипломат М. М. Литвинов заявлял, что царская семья жива, в декабре 1918 года; Г. З. Зиновьев в интервью газете San Francisco Chronicle 11 июля 1921 года также утверждал, что семья жива; нарком иностранных дел Г. В. Чичерин и далее продолжал давать ложные сведения о судьбе царской семьи — так, уже в апреле 1922 года, во время проведения Генуэзской конференции, на вопрос корреспондента газеты Chicago Tribune о судьбе великих княжон он ответил: «Судьба дочерей царя мне неизвестна. Я читал в газетах, будто они находятся в Америке». Видный большевик, один из участников принятия решения о расстреле царской семьи П. Л. Войков будто бы заявлял в дамском обществе в Екатеринбурге, «что мир никогда не узнает, что они сделали с царской семьёй».
Правду о судьбе всей царской семьи сообщил в статье «Последние дни последнего царя» П. М. Быков; статья была опубликована в сборнике «Рабочая революция на Урале», изданном в Екатеринбурге в 1921 году:10 10-тысячным тиражом; вскоре после выхода сборник был «изъят из обращения». Статья Быкова была перепечатана в московской газете «Коммунистический Труд» (будущая «Московская правда»). В 1922 году в той же газете появилась рецензия на сборник «Рабочая революция на Урале. Эпизоды и факты»; в ней, в частности, было сказано о П. З. Ермакове как об основном исполнителе расстрела царской семьи 17 июля 1918 года:21.
Советские власти признали, что Николай II был расстрелян не один, а вместе с семьёй, когда на Западе начали распространяться материалы следствия Соколова. После того как в Париже вышла книга Соколова, Быков получил от ВКП(б) задание изложить историю екатеринбургских событий. Так появилась его книга «Последние дни Романовых», изданная в Свердловске в 1926 году:20. В 1930 году книга была переиздана.
По мнению историка Л. А. Лыковой, ложь и дезинформация об убийстве в подвале дома Ипатьева, официальное её оформление в соответствующих решениях партии большевиков в первые дни после событий и замалчивание в течение более чем семидесяти лет породили недоверие к власти в обществе, что продолжало сказываться и в постсоветской России.

## Судьба Романовых
Помимо семьи бывшего императора, в 1918—1919 годах была уничтожена «целая группа Романовых»:3, которые по тем или иным причинам оставались к этому времени в России. В живых остались Романовы, находившиеся в Крыму, жизнь которых охранял комиссар Ф. Л. Задорожный (их собирался казнить Ялтинский Совет, чтобы они не оказались у немцев, в середине апреля 1918 года занявших Симферополь и продолжавших оккупацию Крыма). После занятия Ялты немцами Романовы оказались вне власти Советов, а после прихода белых смогли эмигрировать:266—267, 270—271.
Остались в живых также двое внуков Николая Константиновича, умершего в 1918 году в Ташкенте от воспаления лёгких (в некоторых источниках ошибочно говорится о его расстреле) — дети его сына Александра Искандера: Наталья Андросова (1917—1999) и Кирилл Андросов (1914—1992), жившие в Москве.

Благодаря вмешательству М. Горького удалось спастись также князю Гавриилу Константиновичу, позднее эмигрировавшему в Германию:409—411. 20 ноября 1918 года Максим Горький обратился к В. И. Ленину с письмом, в котором говорилось:412: 
 Дорогой Владимир Ильич! 
 Сделайте маленькое и умное дело, — распорядитесь, чтобы выпустили из тюрьмы бывшего великого князя Гавриила Константиновича Романова. Это — очень хороший человек, во-первых, и опасно больной, во-вторых. 
 Зачем фабриковать мучеников? Это вреднейший род занятий вообще, а для людей, желающих построить свободное государство, — в особенности. 
 К тому же немножко романтизма никогда не портит политики. 
 (…) 
 Выпустите же Романова и будьте здоровы. 
 А. Пешков. 
 (…) 
 Князь был освобождён.

### Убийство Михаила Александровича в Перми
Первым из Романовых погиб великий князь Михаил Александрович. Он и его личный секретарь были убиты в Перми, куда их выслали из Петрограда после ареста в марте 1918 года. В ночь с 12 на 13 июня 1918 года в гостиницу, где разрешили поселиться арестованным, явились несколько вооружённых людей, которые вывезли Михаила Александровича и его секретаря в лес и застрелили. Останки убитых до сих пор не обнаружены.
Убийство было представлено как похищение Михаила Александровича его сторонниками или тайный побег, что использовалось властями в качестве предлога для ужесточения режима содержания всех сосланных Романовых: царской семьи в Екатеринбурге и великих князей в Алапаевске и Вологде.

### Алапаевское убийство
Почти одновременно с расстрелом царской семьи было совершено убийство великих князей, находившихся в городе Алапаевске, в 140 километрах от Екатеринбурга. В ночь на 18 июля 1918 года арестованные были вывезены к заброшенной шахте в 12 км от города и сброшены в неё.
В 3 часа 15 минут утра исполком Алапаевского Совета телеграфировал в Екатеринбург, что князья были якобы похищены неизвестной бандой, совершившей налёт на школу, где они содержались. В тот же день председатель Уралоблсовета Белобородов передал соответствующее сообщение Свердлову в Москву и Зиновьеву и Урицкому в Петроград:

Алапаевский Исполком сообщил [о] нападении утром восемнадцатого неизвестной банды [на] помещение где содержались под стражей бывшие великие князья Игорь Константинович Константин Константинович Сергей Михайлович и Полей [Палей] точка Несмотря [на] сопротивление стражи князья похищены точка Есть жертвы с обеих сторон поиски ведутся точка

Вместе с перечисленными в сообщении были убиты великая княгиня Елизавета Фёдоровна и князь императорской крови Иоанн Константинович.
Почерк алапаевского убийства был похож на екатеринбургский: в обоих случаях жертв сбрасывали в заброшенную шахту в лесу, также в обоих случаях предпринимались попытки обрушить эту шахту гранатами. Вместе с тем алапаевское убийство отличалось значительно большей жестокостью: жертвы, за исключением оказавшего сопротивление и застреленного великого князя Сергея Михайловича, были сброшены в шахту, предположительно, после нанесения ударов тупым предметом по голове, при этом некоторые из них ещё оставались живы; по мнению Р. Пайпса, они умерли от жажды и недостатка воздуха, вероятно, спустя несколько дней. Однако проведённое Генеральной прокуратурой РФ следствие пришло к выводу, что их смерть наступила сразу.
Г. З. Иоффе согласился с мнением следователя Н. Соколова, который писал: «И екатеринбургское, и алапаевское убийство — продукт одной воли одних лиц»:345.

### Расстрел великих князей в Петрограде
После «побега» Михаила Романова находившиеся в ссылке в Вологде великие князья Николай Михайлович, Георгий Михайлович и Дмитрий Константинович были арестованы. На положение заключённых перевели также остававшихся в Петрограде великих князей Павла Александровича и Гавриила Константиновича:402—403.
После объявления красного террора четверо из них оказались в Петропавловской крепости:345 в качестве заложников:408. 24 января 1919 года:416 (по другим данным — 27:345, 29 или 30 января) великие князья Павел Александрович, Дмитрий Константинович, Николай Михайлович и Георгий Михайлович были расстреляны:345. 31 января петроградские газеты кратко сообщили, что великие князья были расстреляны «по постановлению Чрезвычайной Комиссии по борьбе с контрреволюцией и спекуляцией С[оюза] К[оммун] С[еверной] О[бласти]»:416.
Было объявлено, что их расстреляли как заложников в ответ на убийство в Германии Розы Люксембург и Карла Либкнехта. 6 февраля 1919 московская газета «Всегда вперёд!» опубликовала статью лидера меньшевиков Ю. О. Мартова «Стыдно!» с резким осуждением этого бессудного расстрела «четырёх Романовых»:345—346.

## Свидетельства современников

### Воспоминания Троцкого
По словам историка Ю. Г. Фельштинского, Троцкий, уже находясь за границей, придерживался версии, по которой решение о расстреле царской семьи было принято местной властью:280—281. Позже, используя мемуары перебежавшего на Запад советского дипломата Г. З. Беседовского, Троцкий попытался, по выражению Фельштинского, «свалить вину за цареубийство» на Свердлова и Сталина. В черновиках незаконченных глав биографии Сталина, над которой Троцкий работал в конце 1930-х, имеется следующая запись:281: 

По словам Беседовского … «цареубийство было делом рук Сталина.» … 16-го июля Белобородов телеграфировал в Москву, что через три дня Екатеринбург должен пасть. Голощокин повидал Свердлова, Свердлов — Сталина. Положив в карман донесение Белобородова, Сталин сказал: «Царь никоим образом не может быть выдан белогвардейцам». Эти слова были равносильны смертному приговору.
В середине 1930-х годов в дневнике Троцкого появляются записи о событиях, связанных с расстрелом царской семьи. По словам Троцкого, он ещё в июне 1918 года предлагал Политбюро всё-таки организовать показательный процесс над свергнутым царём, причём Троцкого интересовало широкое пропагандистское освещение этого процесса. Однако предложение не встретило большого энтузиазма, так как все большевистские лидеры, включая и самого Троцкого, были слишком загружены текущими делами. С восстанием чехов физическое выживание большевизма оказалось под вопросом, и организовать в подобных условиях суд над царём было бы затруднительно.
В дневнике Троцкий утверждал, что решение о расстреле было принято Лениным и Свердловым:375:281:

Белая печать когда-то очень горячо дебатировала вопрос, по чьему решению была предана казни царская семья… Либералы склонялись, как будто, к тому, что уральский исполком, отрезанный от Москвы, действовал самостоятельно. Это не верно. Постановление вынесено было в Москве. (…)
Следующий мой приезд в Москву выпал уже после падения Екатеринбурга. В разговоре со Свердловым я спросил мимоходом:

 — Да, а где царь?
 — Кончено, — ответил он, — расстрелян.
 — А семья где?
 — И семья с ним.
 — Все? — спросил я, по-видимому, с оттенком удивления.
 — Все, — ответил Свердлов, — а что?
Он ждал моей реакции. Я ничего не ответил.
 — А кто решал? — спросил я.
 — Мы здесь решали. Ильич считал, что нельзя оставлять нам им живого знамени, особенно в нынешних трудных условиях.
— Запись в дневнике Троцкого от 9 апреля 1935 г.:100, 101
Историк Ю. Г. Фельштинский, комментируя воспоминания Троцкого, считает, что дневниковая запись 1935 года вызывает куда больше доверия, так как записи в дневнике не были предназначены для огласки и публикации:282.
Старший следователь по особо важным делам Генеральной прокуратуры России В. Н. Соловьёв, который вёл расследование уголовного дела по факту гибели царской семьи, обратил внимание на то, что в протоколе заседания Совнаркома, на котором Свердлов сообщил о расстреле Николая II, среди присутствовавших фигурирует фамилия Троцкого. Это противоречит его воспоминаниям о разговоре «после приезда с фронта» со Свердловым о Ленине. Действительно, Троцкий, согласно протоколу заседания Совнаркома № 159, присутствовал 18 июля на объявлении Свердловым о расстреле. По некоторым источникам, он как наркомвоенмор 18 июля находился на фронте под Казанью. Вместе с тем сам Троцкий в своей работе «Моя жизнь» пишет, что выехал в Свияжск только 7 августа. Следует отметить и то, что указанное высказывание Троцкого относится к 1935 году, когда ни Ленина, ни Свердлова уже не было в живых. Даже если фамилия Троцкого была внесена в протокол заседания Совнаркома по ошибке, автоматически, информация о расстреле Николая II была напечатана в газетах, и не знать он мог только о расстреле всей царской семьи.
Историки критически оценивают свидетельства Троцкого. Так, историк В. П. Булдаков писал, что Троцкий имел склонность к упрощению описания событий в угоду красоте изложения, а историк-архивист В. М. Хрусталёв, указывая, что Троцкий, согласно сохранившимся в архивах протоколам, был среди участников того самого заседания Совнаркома, предположил, что Троцкий в своих упомянутых воспоминаниях всего лишь пытался дистанцироваться от принятого в Москве решения:630.

### Из дневника В. П. Милютина
В. П. Милютин писал:

«Поздно возвратился из Совнаркома. Были „текущие“ дела. Во время обсуждения проекта о здравоохранении, доклада Семашко, вошел Свердлов и сел на своё место на стул позади Ильича. Семашко кончил. Свердлов подошел, наклонился к Ильичу и что-то сказал.
— Товарищи, Свердлов просит слово для сообщения.
 — Я должен сказать, — начал Свердлов обычным своим тоном, — получено сообщение, что в Екатеринбурге по постановлению областного Совета расстрелян Николай… Николай хотел бежать. Чехословаки подступали. Президиум ЦИК постановил одобрить…
— Перейдем теперь к постатейному чтению проекта, — предложил Ильич…»
— Цитируется по: Свердлова К. Яков Михайлович Свердлов

### Воспоминания участников расстрела
Сохранились воспоминания непосредственных участников событий Я. М. Юровского, М. А. Медведева (Кудрина), Г. П. Никулина, П. З. Ермакова, также А. А. Стрекотина (во время расстрела, по всей видимости, обеспечивал внешнюю охрану дома), В. Н. Нетребина, П. М. Быкова (по всей видимости, лично в расстреле не участвовал), И. Родзинского (лично в расстреле не участвовал, участвовал в уничтожении трупов), Кабанова, П. Л. Войкова, Г. И. Сухорукова (участвовал только в уничтожении трупов), председателя Уралоблсовета А. Г. Белобородова (лично в расстреле не участвовал).
Одним из наиболее детальных источников являются работы большевистского деятеля Урала П. М. Быкова, до марта 1918 года бывшего председателем Екатеринбургского совета, члена исполкома Уралоблсовета. В 1921 году Быков опубликовал статью «Последние дни последнего царя»:10, а в 1926 году — книгу «Последние дни Романовых»:20, в 1930 книга была переиздана в Москве и Ленинграде:29. 
Другими детальными источниками являются воспоминания М. А. Медведева (Кудрина), участвовавшего в расстреле лично, и, в отношении расстрела, воспоминания Я. М. Юровского и его помощника Г. П. Никулина:21 Воспоминания Медведева (Кудрина) были написаны в 1963 году и адресованы Н. С. Хрущёву Более краткими являются воспоминания И. Родзинского, сотрудника ЧК Кабанова и др.
Многие участники событий имели свои личные претензии к царю: М. А. Медведев (Кудрин), судя по его воспоминаниям, при царе сидел в тюрьме, П. Л. Войков участвовал в революционном терроре в 1907 году, П. З. Ермаков за участие в экспроприациях и убийство провокатора был сослан, у Юровского был сослан по обвинению в воровстве отец. В своей автобиографии Юровский утверждает, что и он сам в 1912 году был выслан в Екатеринбург с запретом селиться «в 64 пунктах России и Сибири»:361. Кроме того, среди большевистских деятелей Екатеринбурга был Сергей Мрачковский, который вообще родился в тюрьме, куда была заключена его мать за революционную деятельность. Произнесённая Мрачковским фраза «по милости царизма я родился в тюрьме» впоследствии была ошибочно приписана Юровскому следователем Соколовым. Мрачковский во время событий занимался тем, что отбирал охрану Дома Ипатьева из числа рабочих Сысертского завода. Председатель Уралоблсовета А. Г. Белобородов до революции сидел в тюрьме:363 за выпуск прокламации. 
Воспоминания участников расстрела, в основном совпадая друг с другом, расходятся в ряде деталей. Судя по ним, Юровский лично добил наследника двумя (по другим данным — тремя) выстрелами. В расстреле также принимают участие помощник Юровского Г. П. Никулин, П. З. Ермаков, М. А. Медведев (Кудрин) и другие. По воспоминаниям Медведева, лично в Николая стреляли Юровский, Ермаков и Медведев. Кроме того, Ермаков и Медведев добивают великих княжон Татьяну и Анастасию. «Честь» ликвидации именно Николая фактически оспаривают друг у друга Юровский, М. А. Медведев (Кудрин) (не путать с другим участником событий П. С. Медведевым) и Ермаков, наиболее вероятными представляются Юровский и Медведев (Кудрин), в самом Екатеринбурге во время событий считалось, что царя расстрелял Ермаков.
Юровский в своих воспоминаниях утверждал, что царя убил лично он, тогда как Медведев (Кудрин) приписывает это себе. Версию Медведева частично подтверждал также другой участник событий, сотрудник ЧК Кабанов. При этом М. А. Медведев (Кудрин) в своих воспоминаниях утверждает, что Николай «упал с моего пятого выстрела», а Юровский — что убил его с одного выстрела.
Сам Ермаков в своих воспоминаниях описывает свою роль в расстреле так (орфография сохранена):

…мне сказали, на твою долю выпало счастье разстрелять и схаронить…
Поручение я принял и сказал, что будет выполнено точно, подготовил место куды вести и как скрыть учитывая все абстоятельства важности политического момента. Когда я доложил Белобородову, что могу выполнить, то он сказал, сделать так чтобы были все разстреляны, мы это решили, дальше я в расуждения невступал, стал выполнят так, как это нужно было…
…Кагда было все порядке, тогда я коменданту дома в кабинети дал постановление облостного исполнительного Комитета Юровскому, то он усомнился, по чему всех, но я ему сказал нада всех и разговаривать нам свами долго нечего, время мало, пора приступать….
…я себе взял самого Никалая, Александру, доч, Алексея, потому что у меня был маузер, им можно верна работат, астальные были наганы. После спуска, внижний этаж мы немного обождали, потом комендант пред дожил всем встать все встали, но Алексей сидел на стуле, тогда стал читать приговор постановления, где говорилос по постоновлению исполнительного Комитета расстрелять.
Тогда у Николая вырвалась фраза: как нас никуда не повезут, ждать дальше было незя, я дал выстрел внего упор, он упал сразу, но и остальные также, в это время поднялся между ними плач, один другому брасалис на шею затем дали несколько выстрелов, и все упали.
Как видно, Ермаков противоречит всем остальным участникам расстрела, полностью приписав себе всё руководство расстрелом, и ликвидацию Николая лично. По некоторым источникам, в момент расстрела Ермаков был пьян, и вооружился в общей сложности тремя (по другим данным, даже четырьмя) пистолетами. Вместе с тем следователь Соколов считал, что Ермаков активно в расстреле не участвовал, руководил уничтожением трупов. В целом воспоминания Ермакова стоят особняком в ряду воспоминаний других участников событий; сведения, сообщённые Ермаковым, большинством других источников не подтверждаются.
По вопросу согласования расстрела Москвой участники событий также расходятся. По версии, изложенной в «записке Юровского», приказ «об истреблении Романовых» поступил из Перми. «Почему из Перми? — задаётся вопросом историк Г. З. Иоффе. — Не было тогда прямой связи с Екатеринбургом? Или Юровский, написав эту фразу, руководствовался какими-то лишь ему известными соображениями?»:322. Ещё в 1919 году следователем Н. Соколовым было установлено, что незадолго до расстрела в связи с ухудшением военной обстановки на Урале член президиума Совета Голощёкин ездил в Москву, где пытался согласовать этот вопрос. Тем не менее, участник расстрела М. А. Медведев (Кудрин) в своих воспоминаниях утверждает, что решение было принято Екатеринбургом и было утверждено ВЦИКом уже задним числом, 18 июля, как ему сказал Белобородов, а во время поездки Голощёкина в Москву Ленин не согласовал расстрел, потребовав везти Николая в Москву на суд. Вместе с тем Медведев (Кудрин) отмечает, что Уралоблсовет находился под мощным давлением как озлобленных революционных рабочих, требовавших немедленно расстрелять Николая, так и фанатичных левых эсеров и анархистов, начавших обвинять большевиков в непоследовательности. Сходная информация есть и в воспоминаниях Юровского.
Согласно рассказу П. Л. Войкова, известному в изложении бывшего советника советского посольства во Франции Г. З. Беседовского, решение было принято Москвой, но только под упорным давлением Екатеринбурга; по мнению Войкова, Москва собиралась «уступить Романовых Германии», «…особенно надеялись на возможность выторговать уменьшение контрибуции в триста миллионов рублей золотом, наложенной на Россию по Брестскому договору. Эта контрибуция являлась одним из самых неприятных пунктов Брестского договора, и Москва очень желала бы этот пункт изменить»; кроме того, «некоторые из членов Центрального Комитета, в частности Ленин, возражали также и по принципиальным соображениям против расстрела детей», при этом Ленин приводил в пример Великую французскую революцию.
По свидетельству П. М. Быкова, расстреливая Романовых, местная власть действовала «на свой страх и риск».
Г. П. Никулин свидетельствовал:

Часто возникает вопрос: «Известно ли было… Владимиру Ильичу Ленину, Якову Михайловичу Свердлову или другим руководящим нашим центральным работникам предварительно о расстреле царской семьи?» Ну, мне трудно сказать, было ли им предварительно известно, но я думаю, что поскольку… Голощёкин… два раза ездил в Москву для переговоров о судьбе Романовых, то отсюда, конечно, следует сделать вывод, что об этом именно шёл разговор. …предполагалась организация суда над Романовыми, сначала… в таком широком, что ли, порядке, вроде всенародного такого суда, а потом, когда уже вокруг Екатеринбурга все время группировались всевозможные контрреволюционные элементы, стал вопрос об организации такого узкого суда, революционного. Но и это не было выполнено. Суда как такового не состоялось, и, по существу, расстрел Романовых был произведён по решению Уральского исполнительного комитета Уральского областного Совета…

### Воспоминания Юровского
В 1993 году были опубликованы воспоминания Я. М. Юровского:22, во время событий — сотрудника Екатеринбургской ЧК, коменданта дома Ипатьева, и наиболее вероятного начальника расстрельной команды.
Воспоминания Юровского известны в трёх версиях:
- датируемая 1920 годом краткая «записка Юровского»;
- подробная версия, датируемая апрелем — маем 1922 года, подписанная Юровским;
- сокращённая редакция воспоминаний, появившаяся в 1934 году, созданная по заданию Уралистпарта, включает стенограмму выступления Юровского и подготовленный на её основе, в некоторых деталях отличающийся от неё текст.

Достоверность первого источника подвергается некоторыми исследователями сомнению; следователь Соловьёв считает его аутентичным. В «Записке» Юровский пишет о себе в третьем лице («комендант»), что видимо, объясняется вставками историка Покровского М. Н., записанными им со слов Юровского. Имеется также расширенная вторая редакция «Записки», датированная 1922 годом.
Генеральный прокурор РФ Ю. И. Скуратов считал, что «записка Юровского» «представляет собой официальный отчёт о расстреле царской семьи, подготовленный Я. М. Юровским для ЦК ВКП (б) и ВЦИК».

### Дневники Николая и Александры
До нашего времени дошли также дневники самих царя и царицы, которые в том числе велись прямо в Доме Ипатьева. Последняя запись в дневнике Николая II датирована субботой 30 июня (13 июля — Николай вёл дневник по старому стилю) 1918 года записью «Алексей принял первую ванну после Тобольска; колено его поправляется, но совершенно разогнуть его он не может. Погода тёплая и приятная. Вестей извне никаких не имеем». Дневник Александры Фёдоровны доходит до последнего дня — вторника 16 июля 1918 года с записью: «…Каждое утро Коменд[ант] приходит в наши комнаты. Наконец по прошествии недели снова принесли яйца для Бэби [наследника]. …Внезапно прислали за Лёнькой Седнёвым, чтобы он пошёл и попроведовал своего дядю, и он поспешно убежал, гадаем, правда ли все это и увидим ли мы мальчика снова…»:321
Царь в своём дневнике описывает ряд бытовых подробностей: прибытие царских детей из Тобольска, изменения в составе свиты («Решил отпустить моего старика Чемодурова для отдыха и вместо него взять на время Труппа»), погода, прочитанные книги, особенности режима, свои впечатления от караульных и от условий содержания («Несносно сидеть так взаперти и не быть в состоянии выйти в сад, когда хочется, и провести хороший вечер на воздухе! Тюремный режим!!»). Царь неосторожно упомянул и о переписке с анонимным «русским офицером» («на-днях мы получили два письма, одно за другим, в кот. нам сообщали, чтобы мы приготовились быть похищенными какими-то преданными людьми!»).
Из дневника можно узнать мнение Николая об обоих комендантах: Авдеева он назвал «поганцем» (запись от 30 апреля, понедельник), который один раз был «слегка навеселе». Также царь выразил недовольство разворовыванием вещей (запись от 28 мая / 10 июня):

В сарае, где находятся наши сундуки, постоянно открывают ящики и вынимают разные предметы и провизию из Тобольска. И при этом без всякого объяснения причин. Все это наводит на мысль, что понравившиеся вещи очень легко могут увозиться по домам и, стало быть, пропасть для нас! Омерзительно!

Впрочем, мнение о Юровском осталось не лучшим: «Этот тип нам нравится все менее!»:87; об Авдееве: «Жаль Авдеева, но он виноват в том, что не удержал своих людей от воровства из сундуков в сарае»; «По слухам, некоторые из авдеевцев сидят уже под арестом!»
В записи от 28 мая / 10 июня, как пишет историк Мельгунов, нашли отражение отзвуки событий, происходивших за пределами Дома Ипатьева:

Внешние отношения также за последние недели изменились: тюремщики стараются не говорить с нами, как будто им не по себе, и чувствуется как бы тревога или опасение чего-то у них! Непонятно!

В записи от 6 мая (воскресенье) отмечено: «Дожил до 50 лет, даже самому странно!»
В дневнике Александры Фёдоровны есть запись, касающаяся смены комендантов:

Авдеев сменён, и мы получили нового коменданта [Юровского], который приходил уже однажды смотреть ногу бэби. С молодым помощником [Никулиным], который выглядит очень приятным…:331

## Уничтожение и захоронение останков

### Версия Юровского
По воспоминаниям Юровского, он отправился к руднику часа в три ночи 17 июля. Юровский сообщает, что, должно быть, Голощёкин поручил провести захоронение П. З. Ермакову. Однако дело пошло не так гладко, как бы хотелось: Ермаков привёл в качестве похоронной команды слишком много людей («Зачем их столько, я и до сих пор не знаю, я услышал только отдельные выкрики, — мы думали, что нам их сюда живыми дадут, а тут, оказывается, мёртвые»); грузовик застрял; обнаружились зашитые в одежде великих княжон драгоценности, некоторые из людей Ермакова начали их присваивать. Юровский распорядился приставить к грузовику охранников. Тела перегрузили на пролётки. В пути и около намеченной для погребения шахты встретились посторонние. Юровский выделил людей для оцепления района, а также для сообщения в деревню, что в районе действуют чехословаки и что выезжать из деревни запрещено под угрозой расстрела. Стремясь избавиться от присутствия чрезмерно большой похоронной команды, он отсылает часть людей в город «за ненадобностью». Приказывает разложить костры, чтобы сжечь одежду как возможное вещественное доказательство.
Из воспоминаний Юровского (орфография сохранена):

На дочерях же были лифы, так хорошо сделаны из сплошных бриллиантовых и др. ценных камней, представлявших собой не только вместилища для ценностей, но и вместе с тем и защитные панцыри.

 Вот почему ни пули, ни штык не давали результатов при стрельбе и ударах штыка. В этих их предсмертных муках, кстати сказать, кроме их самих, никто не повинен. Ценностей этих оказалось всего около (полу)пуда. Жадность была так велика, что на А[лександре] Федоровне, между прочим, был просто огромный кусок круглой золотой проволоки, загнутой в виде браслета, весом около фунта… Те части ценностей, которые были при раскопках обнаружены, относились несомненно к зашитым отдельно вещам и при сжигании остались в золе костров.

После изъятия ценностей и сжигания одежды на кострах побросали трупы в шахту, однако «…новая морока. Вода-то чуть покрыла тела, что тут делать?». Похоронная команда безуспешно попыталась обрушить шахту гранатами («бомбами»), после чего Юровский, по его словам, окончательно пришёл к выводу, что захоронение трупов провалено, поскольку их легко было обнаружить и, кроме того, были свидетели, что здесь что-то происходило. Оставив охрану и взяв ценности, примерно в два часа дня (в более ранней версии воспоминаний — «часов в 10—11 утра») 17 июля Юровский поехал в город. Приехал в Уралоблисполком, доложил о ситуации. Голощёкин вызвал Ермакова и отправил извлекать трупы. Юровский пошёл в горисполком к его председателю С. Е. Чуцкаеву за советом относительно места для захоронения. Чуцкаев сообщил о глубоких заброшенных шахтах на Московском тракте. Юровский отправился осматривать эти шахты, но до места сразу добраться не смог из-за поломки машины, пришлось идти пешком. Возвращался на реквизированных лошадях. За это время появился другой план — сжечь трупы.
Юровский не был вполне уверен в том, что сжигание будет успешным, поэтому как вариант по-прежнему оставался план захоронения трупов в шахтах Московского тракта. Кроме того, у него возникла мысль в случае какой-либо неудачи похоронить тела группами в разных местах на глинистой дороге. Таким образом, имелись три варианта действий. Юровский отправился к комиссару снабжения Урала Войкову, чтобы получить бензин или керосин, а также серную кислоту, чтобы обезобразить лица, и лопаты. Получив это, погрузили на подводы и отправили к месту нахождения трупов. Туда же направили грузовик. Сам Юровский остался ждать Полушина, «„спеца“ по сжиганию», и прождал его до 11 часов вечера, но тот так и не прибыл, поскольку, как позднее узнал Юровский, упал с лошади и повредил ногу. Часов в 12 ночи Юровский, не рассчитывая на надёжность машины, отправился к месту, где были тела убитых, верхом, однако на этот раз другая лошадь отдавила ногу ему, так что он час не мог двигаться.
Юровский приехал на место ночью. Шли работы по извлечению тел. Юровский решил захоронить несколько трупов по дороге. К рассвету 18 июля яма была почти готова, но рядом появился посторонний человек. Пришлось отказаться и от этого плана. Дождавшись вечера, погрузились на телегу (грузовик ждал в таком месте, где он не должен был застрять). Потом ехали на грузовике, и он застрял. Приближалась полночь, и Юровский решил, что хоронить надо где-то здесь, так как было тёмно и никто не мог оказаться свидетелем захоронения.

…все так дьявольски устали, что уж не хотели копать новой могилы, но, как всегда в таких случаях бывает, двое-трое взялись за дело, потом приступили другие, тут же развели костер, и пока готовилась могила, мы сожгли два трупа: Алексея и по ошибке вместо Александры Федоровны сожгли, очевидно, Демидову. На месте сжигания вырыли яму, сложили кости, заровняли, снова зажгли большой костер и золой скрыли всякие следы.

 Прежде чем сложить в яму остальные трупы, мы облили их серной кислотой, яму завалили, шпалами закрыли, грузовик пустой проехал, несколько утрамбовали шпалы и поставили точку.

Свои воспоминания о захоронении трупов оставили также И. Родзинский и М. А. Медведев (Кудрин) (Медведев, по собственному признанию, в захоронении лично не участвовал и пересказал события со слов Юровского и Родзинского). По воспоминаниям самого Родзинского:

Мы сейчас же эту трясину расковыряли. Она глубокая бог знает куда. Ну, тут часть разложили этих самых голубчиков и начали заливать серной кислотой, обезобразили все, а потом все это в трясину. Неподалёку была железная дорога. Мы привезли гнилых шпал, проложили маятник, через самую трясину. Разложили этих шпал в виде мостика такого заброшенного через трясину, а остальных на некотором расстоянии стали сжигать.
Но вот, помню, Николай сожжён был, был этот самый Боткин, я сейчас не могу вам точно сказать, вот уже память. Сколько мы сожгли, то ли четырёх, то ли пять, то ли шесть человек сожгли. Кого, это уже точно я не помню. Вот Николая точно помню. Боткина и, по-моему, Алексея.

### Анализ следователя Соловьёва
Старший прокурор-криминалист Главного следственного управления Генеральной прокуратуры РФ В. Н. Соловьёв провёл сравнительный анализ советских источников (воспоминания участников событий) и материалов следствия Соколова.
Исходя из этих материалов, следователь Соловьёв сделал следующий вывод:

Сравнение материалов участников захоронения и уничтожения трупов и документов из следственного дела Соколова Н. А. о маршрутах передвижения и манипуляциях с трупами дают основания для утверждения о том, что описываются одни и те же места, возле шахты # 7, у переезда # 184. Действительно, Юровский и другие сжигали одежду и обувь на месте, исследованном Магницким и Соколовым, при захоронении использовалась серная кислота, два трупа, но не все, были сожжены. Детальное сопоставление этих и иных материалов дела дает основания для утверждения, что существенных, исключающих друг друга противоречий в «советских материалах» и материалах Соколова Н. А. нет, имеется лишь различное истолкование одних и тех же событий.

Соловьёв также указал, что, согласно данным исследования, «…при условиях, в которых производилось уничтожение трупов, невозможно было полностью уничтожить останки, используя серную кислоту и горючие материалы, указанные в следственном деле Соколова Н. А. и воспоминаниях участников событий».

## Реакция на расстрел
В вышедшем в 1989 году сборнике «Революция защищается» говорится, что расстрел Николая II осложнил ситуацию на Урале, и упоминаются мятежи, вспыхнувшие в ряде районов Пермской, Уфимской и Вятской губерний. Утверждается, что под влиянием меньшевиков и эсеров восстали мелкая буржуазия, значительная часть среднего крестьянства и отдельные слои рабочих. Мятежники жестоко расправлялись с коммунистами, государственными служащими и их семьями. Так, в Кизбангашевской волости Уфимской губернии от рук повстанцев погибло 300 человек. Некоторые мятежи удавалось подавить быстро, но чаще восставшие оказывали длительное сопротивление.
Между тем, историк Г. З. Иоффе в монографии «Революция и судьба Романовых» (1992) пишет, что, по сообщениям многих современников, в том числе и из антибольшевистской среды, известие о казни Николая II «в общем прошло малозамеченным, без проявлений протеста». Иоффе цитирует воспоминания В. Н. Коковцова: «…В день напечатания известия я был два раза на улице, ездил в трамвае и нигде не видел ни малейшего проблеска жалости или сострадания. Известие читалось громко, с усмешками, издевательствами и самыми безжалостными комментариями… Какое-то бессмысленное очерствение, какая-то похвальба кровожадностью…»:341—342
Схожее мнение высказывает историк В. П. Булдаков. По его мнению, в то время судьба Романовых мало кого интересовала и задолго до их гибели ходили слухи, что никого из членов императорской семьи уже нет в живых. Согласно Булдакову, горожане восприняли весть об убийстве царя «с тупым равнодушием», а зажиточные крестьяне — с изумлением, но без всякого протеста. Булдаков приводит фрагмент из дневников З. Гиппиус, как характерный пример сходной реакции немонархической интеллигенции: «Щупленького офицера не жаль, конечно, … он давно был с мертвечинкой, но отвратительное уродство всего этого — непереносно».

## Расследование
25 июля 1918 года, через восемь дней после расстрела царской семьи, Екатеринбург заняли части Белой армии и отряды Чехословацкого корпуса. Военными властями был начат поиск исчезнувшей царской семьи.
30 июля началось расследование обстоятельств её гибели. Для расследования постановлением Екатеринбургского окружного суда был назначен следователь по важнейшим делам А. П. Намёткин. 12 августа 1918 года расследование было поручено вести члену Екатеринбургского окружного суда И. А. Сергееву, который осмотрел дом Ипатьева, в том числе и полуподвальную комнату, где была расстреляна царская семья, собрал и описал вещественные доказательства, найденные в «Доме особого назначения» и на руднике. С августа 1918 года к расследованию подключился назначенный начальником уголовного розыска Екатеринбурга А. Ф. Кирста.
17 января 1919 года для надзора за расследованием дела об убийстве царской семьи Верховный правитель России адмирал А. В. Колчак назначил главнокомандующего Западным фронтом генерал-лейтенанта М. К. Дитерихса. 26 января Дитерихс получил подлинные материалы следствия, проведённого Намёткиным и Сергеевым. Приказом от 6 февраля 1919 года расследование было возложено на следователя по особо важным делам Омского окружного суда Н. А. Соколова (1882—1924). Именно благодаря его кропотливой работе стали впервые известны подробности расстрела и захоронения царской семьи. Расследование Соколов продолжал даже в эмиграции, вплоть до своей скоропостижной смерти. По материалам расследования им была написана книга «Убийство царской семьи», вышедшая на французском языке в Париже ещё при жизни автора, а после его смерти, в 1925 году, изданная на русском языке.

### Расследование конца XX и начала XXI веков
Обстоятельства гибели царской семьи расследовались в рамках уголовного дела, возбуждённого 19 августа 1993 года по указанию Генерального прокурора Российской Федерации. Материалы правительственной Комиссии по изучению вопросов, связанных с исследованием и перезахоронением останков российского императора Николая II и членов его семьи, опубликованы. Криминалист Сергей Никитин в 1994 году выполнил реконструкцию облика обладателей найденных черепов по методу Герасимова.
- Николай II
- Александра Фёдоровна
- Ольга Николаевна
- Татьяна Николаевна
- Анастасия Николаевна
- Евгений Боткин
- Алоизий Трупп
- Анна Демидова

Следователь по особо важным делам Главного следственного управления Следственного комитета при Прокуратуре Российской Федерации В. Н. Соловьёв, который вёл уголовное дело по факту гибели царской семьи, рассмотрев воспоминания лиц, лично участвовавших в расстреле, а также показания других бывших охранников Дома Ипатьева, пришёл к выводу, что в описании расстрела они не противоречат друг другу, различаясь лишь в мелких деталях.
Соловьёв заявил, что им не обнаружено документов, которые бы напрямую доказывали инициативу Ленина и Свердлова. Вместе с тем на вопрос о том, есть ли вина Ленина и Свердлова в расстреле царской семьи, он ответил:

Я считаю, безусловно, она есть. 18 июля 1918 года, узнав, что убита вся семья, они официально одобрили расстрел, ни один из организаторов и участников расстрела не понёс никакого наказания.
 Между тем, историки А. Г. Латышев и Г. З. Иоффе отмечают, что если Президиум ВЦИК под председательством Свердлова одобрил (признал правильным) решение Уралоблсовета о расстреле Николая II, то возглавлявшийся Лениным Совнарком это решение лишь «принял к сведению»:340:131.
Соловьёв полностью отверг «ритуальную версию» (см. раздел Альтернативные версии), указав, что большинство участников обсуждения способа убийства было русскими, в самом убийстве принимал участие только один еврей (Юровский), а остальные были русскими и латышами. Также следствием была опровергнута продвигавшаяся М. К. Дитерхисом версия об «отрубании голов» в ритуальных целях. Согласно заключению судебно-медицинской экспертизы, на шейных позвонках всех скелетов отсутствуют следы посмертного отчленения голов.
В октябре 2011 года Соловьёв передал представителям дома Романовых постановление о прекращении расследования дела. В официальном заключении Следственного комитета России, оглашённом в октябре 2011 года, указывалось, что следствие не располагает документальными доказательствами причастности Ленина либо кого-то другого из высшего руководства большевиков к расстрелу царской семьи, однако российский историк А. Н. Боханов считает несостоятельными выводы о непричастности лидеров большевиков к убийству на основании отсутствия в современных архивах соответствующих документов. Он аргументирует своё мнение тем, что Ленин практиковал личное принятие и отдачу самых кардинальных распоряжений на места тайно и в высшей степени конспиративно:388:265. Он также считает, что ни Ленин, ни его окружение не отдавали и ни за что не стали бы по вопросу, связанному с убийством царской семьи, отдавать письменные приказы. Кроме того, А. Н. Боханов отмечал, что «очень многие события в истории не отражены документами прямого действия», в чём нет ничего удивительного:388. Историк-архивист В. М. Хрусталёв, проанализировав имеющуюся в распоряжении историков переписку между различными правительственными ведомствами того периода, касающуюся представителей дома Романовых, писал, что вполне логично предположить ведение «двойного делопроизводства» в большевистском правительстве, по подобию ведения «двойной бухгалтерии»:709. Директор канцелярии Дома Романовых Александр Закатов от лица Романовых также заявил, что лидеры большевиков могли отдавать не письменные приказы, а устные распоряжения.
Проанализировав отношение руководства партии большевиков и советского правительства к решению вопроса о судьбе царской семьи, следствие отметило крайнюю обострённость политической обстановки в июле 1918 года в связи с рядом событий, в числе которых были убийство 6 июля левым эсером Я. Г. Блюмкиным германского посла В. Мирбаха с целью привести к разрыву Брестского мира и восстание левых эсеров. В этих условиях расстрел царской семьи мог оказать негативное влияние на дальнейшие отношения между РСФСР и Германией, поскольку Александра Фёдоровна и её дочери являлись германскими принцессами. Не исключалась возможность выдачи одного или нескольких членов царской семьи Германии для того, чтобы смягчить остроту возникшего в результате убийства посла конфликта. Иная позиция по этому вопросу была, по данным следствия, у руководителей Урала, Президиум областного совета которого готов был уничтожить Романовых ещё в апреле 1918 года во время их перевода из Тобольска в Екатеринбург.
В. М. Хрусталёв писал, что поставить окончательную точку в расследовании обстоятельств убийства царской семьи мешает то обстоятельство, что историки и исследователи до сих пор не имеют возможности изучать архивные материалы, касающиеся гибели представителей дома Романовых, содержащиеся в спецхранах ФСБ как центрального, так и областного уровня. Историк высказал предположение, что чья-то опытная рука целенаправленно «вычистила» архивы ЦК РКП(б), коллегии ВЧК, Уральского облисполкома и Екатернбургской ЧК за лето и осень 1918 года.  Просматривая разрозненные повестки заседаний ВЧК, доступные историкам, Хрусталёв пришёл к выводу, что были изъяты документы, в которых упоминались имена представителей династии Романовых. Архивист писал, что эти документы не могли уничтожить — их, вероятно, перевели на хранение в Центральный партийный архив или «спецхраны». Фонды этих архивов на момент написания историком своей книги не были доступны исследователям:725.
В сентябре 2015 года Следственный комитет России возобновил расследование по факту гибели царской семьи. 23 сентября следователи провели эксгумацию останков Романовых, захороненных в Петропавловской крепости, и изъяли образцы останков Николая II и Александры Фёдоровны.

## Дальнейшая судьба лиц, причастных к расстрелу
Члены Президиума Уральского областного совета:
- Александр Белобородов — в 1927 году исключён из ВКП(б) за участие в троцкистской оппозиции, в мае 1930 восстановлен, в 1936 вновь исключён. В августе 1936 года арестован, 8 февраля 1938 года военной коллегией Верховного суда СССР приговорён к расстрелу, на следующий день расстрелян[116]. 
 В 1919 году Белобородов писал: «…Основное правило при расправе с контрреволюционерами: захваченных не судят, а с ними производят массовую расправу». Г. З. Иоффе замечает, что через некоторое время белобородовское правило относительно контрреволюционеров стало применяться одними большевиками против других; этого Белобородов «по-видимому, понять уже не смог. В 30-е годы Белобородов был репрессирован и расстрелян. Круг замкнулся»[2]:317.
- Филипп Голощёкин — в 1925—1933 годах — секретарь Казахского краевого комитета ВКП (б); осуществлял насильственные меры, направленные на изменение образа жизни кочевников и коллективизацию, что привело к огромным жертвам[117]. 15 октября 1939 года арестован, 28 октября 1941 года расстрелян[118].
- Борис Дидковский — работал в Уральском госуниверситете, Уральском геологическом тресте. 3 августа 1937 г. приговорён Военной коллегией Верховного суда СССР к расстрелу как активный участник антисоветской террористической организации правых на Урале. Расстрелян. В 1956 реабилитирован. В честь Дидковского названа горная вершина на Урале[119].
- Георгий Сафаров — в 1927 году на XV съезде ВКП(б) исключён из партии «как активный участник троцкистской оппозиции», выслан в город Ачинск. После заявления о разрыве с оппозиционерами по решению ЦК ВКП (б) восстановлен в партии. В 30-е годы вновь исключён из партии, неоднократно арестовывался. В 1942 году расстрелян. Посмертно реабилитирован[120].
- Николай Толмачёв — в 1919 году в бою с войсками генерала Н. Н. Юденича близ Луги сражался, находясь в окружении; чтобы не попасть в плен, застрелился. Похоронен на Марсовом поле[121].

Непосредственные исполнители:
- Яков Юровский — умер в 1938 году в Кремлёвской больнице[43].
- Григорий Никулин (помощник Юровского) — оставил воспоминания (запись Радиокомитета 12 мая 1964 года). Построил партийную карьеру. С 1920 по 1922 год был начальником Московского уголовного розыска[122]. Затем заведовал водоснабжением Москвы.
- Пётр Ермаков — в 1934 году ушёл на пенсию, пережил чистку[123].
- Михаил Медведев — пережил чистку, перед смертью оставил подробные воспоминания о событиях (декабрь 1963 года). Умер 13 января 1964 года, похоронен на Новодевичьем кладбище[124].
- Павел Медведев — 11 февраля 1919 года был арестован агентом белогвардейского уголовного розыска С. И. Алексеевым[62]. Умер в тюрьме 12 марта 1919 года, по одним данным, от сыпного тифа[62], по другим — от пыток[19]:183.
- Степан Ваганов — не успел покинуть Екатеринбург до прихода белых. После взятия города войсками С. Н. Войцеховского 25 июля 1918 года спрятался в погребе своего дома, где был найден уральскими рабочими и убит ими на месте.

Прочие:
- Пётр Войков — убит 7 июня 1927 года в Варшаве[41][125] белоэмигрантом Борисом Ковердой. В честь Войкова названа станция метрополитена «Войковская» в Москве и ряд улиц в городах СССР.

Пермское убийство:
- Гавриил Мясников — в 1920-е годы присоединился к «рабочей оппозиции», в 1923 году репрессирован[2]:258—262, в 1928 бежал из СССР, в 1945, получив приглашение советского посольства, вернулся в СССР[20]:310. Расстрелян в 1945; по другим данным, умер в заключении в 1946 году[20]:310.

## Канонизация и церковное почитание царской семьи
В 1981 году царская семья была прославлена (канонизирована) Русской православной церковью за рубежом, a в 2000 году — Русской православной церковью.

## Альтернативные версии
Существуют и альтернативные версии относительно гибели царской семьи. К ним относятся теории заговора и версии о спасении кого-либо из царской семьи.
По одной из этих теорий, популярной среди правых радикалов, убийство царской семьи было «ритуальным», осуществлённым «жидомасонами»:306—307, о чём якобы свидетельствовали «каббалистические знаки» в комнате, где проходил расстрел. Правые радикалы подчёркивали «еврейское происхождение» организаторов убийства. В брошюре 1925 года оккультист М. В. Скарятин предлагал следующую расшифровку надписей, якобы найденных колчаковцами в доме Ипатьева: «Здесь, по приказу тайных сил, Царь был принесён в жертву для разрушения Государства — о сём извещаются все народы». Версия о «ритуальном убийстве» евреями и наличии «каббалистической надписи» получила поддержку в кругах близких к митрополиту Иоанну (Снычёву). Она активно разрабатывалась экономистом Олегом Платоновым, проводившим последовательную связь «ритуальных убийств», с точки зрения радикалов, имевших место в русской истории (мученик Евстратий Печерский, царевич Дмитрий, Андрей Ющинский и др.).
На заседании Священного Синода 10 октября 1996 года, митрополит Крутицкий и Коломенский Ювеналий (Поярков), председатель Синодальной комиссии по канонизации святых, затронул тему «ритуального убийства»: «Современный экспертный богословский анализ вопроса о так называемом „ритуальном убийстве“ подтверждает отрицательную экспертизу группы русских православных богословов, выступивших в 1913 году на процессе Бейлиса. И анализ обстоятельств того, как произошло убийство Царской Семьи, не позволяет сделать вывод о его ритуальном характере».
При канонизации царской семьи в 2000 году Московская патриархия не последовала призыву радикальных кругов, которые требовали признать членов царской семьи не просто святыми, но жертвами «ритуального жертвоприношения». Погибшие были канонизированы как страстотерпцы, а не как мученики. РПЦ приняла точку зрения государственной следственной экспертизы. Криминалист Владимир Соловьёв полностью отвергает версию «ритуального убийства». Согласно его выводам, все участники казни были атеистами и интернационалистами, группа почти полностью состояла из русских, с участием одного еврея (Я. М. Юровского). На стене в подвале Ипатьевского дома была обнаружена надпись с цитатой из Генриха Гейне, смысл которой сводился к тому, что слугами был убит библейский царь Валтасар; на подоконнике также найдены некие знаки и цифры, которые были написаны чернилами. «Таинственная» надпись была сделана после убийства, а цифры на стенах расстрельной комнаты относятся к записям конторы по продаже чёрных металлов, также ранее располагавшейся в этом помещении. Руководитель следственной группы также опроверг версию об отрубленных головах, рассматривая её как вымысел генерала Дитерихса.
В канун открытия Архиерейского собора РПЦ 27 ноября 2017 года секретарь Патриаршей комиссии по изучению результатов экспертизы епископ Егорьевский Тихон (Шевкунов) на конференции в Сретенском монастыре сказал: «У нас самое серьёзное отношение к версии ритуального убийства. Более того, у значительной части церковной комиссии нет сомнений в том, что это так и было».
В некоторых вариантах этой теории утверждается, что голова Николая II была после расстрела отделена от тела и заспиртована. Легенда имеет большую популярность в среде современных монархистов, которые считают, что голова Николая могла быть замурована или в Крёмлевской стене в Москве или в фундаменте мавзолея Ленина либо хранилась заспиртованной в ВЧК на Лубянке.
В книге Р. Вильтона приведена конспирологическая версия, согласно которой расстрел был осуществлён по указанию правительства Германии после отказа Николая от создания в России прогерманской монархии во главе с Алексеем.
О том, что Николай II убит, большевики объявили всем сразу после расстрела, однако о том, что расстреляны также его жена и дети, советская власть первое время молчала. Скрытность убийства и мест захоронения привела к тому, что целый ряд лиц заявляли впоследствии о том, что они являются кем-либо из «чудесно спасшихся» членов семьи. Одной из наиболее известных самозванок была Анна Андерсон, выдававшая себя за чудом выжившую Анастасию. На основании истории Анны Андерсон было снято несколько художественных фильмов.
Слухи о «чудесном спасении» всей или части царской семьи, а то и самого царя, начали распространяться практически сразу после расстрела. Так, авантюрист Б. Н. Соловьёв, бывший муж дочери Распутина Матрёны, утверждал, что якобы «Государь спасся, перелетев на самолёте в Тибет к Далай-ламе», а свидетель Самойлов со ссылкой на охранника Дома Ипатьева А. С. Варакушева утверждал, что якобы царскую семью не расстреляли, а «погрузили в вагон».
Американские журналисты А. Саммерс и Т. Мангольд в 1970-х годах изучили неизвестную ранее часть архивов следствия 1918—1919 годов, найденную в 1930-х годах в США, и опубликовали результаты своего расследования в 1976 году. По их мнению, выводы Н. А. Соколова о гибели всей царской семьи были сделаны под давлением А. В. Колчака, которому в целях пропаганды против большевиков было выгодно объявить погибшими всех членов семьи. Более объективными они считают расследования и выводы других следователей Белой армии (А. П. Намёткина, И. А. Сергеева и А. Ф. Кирсты). По мнению Саммерса и Мангольда, наиболее вероятно, что в Екатеринбурге были расстреляны только Николай II с наследником, а Александра Фёдоровна с дочерьми были перевезены в Пермь и дальнейшая их судьба неизвестна. А. Саммерс и Т. Мангольд склоняются к версии, что Анна Андерсон всё же действительно была великой княжной Анастасией.

## Выставки
- Выставка «Гибель семьи императора Николая II. Следствие длиною в век» [25 мая — 29 июля 2012 года, Выставочный зал федеральных архивов (Москва)[136]; с 10 июля 2013 года — Центр традиционной народной культуры Среднего Урала (Екатеринбург)[137]].

## В искусстве
Насильственную смерть Николая II и его родственников предсказал поэт Константин Бальмонт. В 1906 году он написал стихотворение «Наш царь», которое заканчивалось словами «Кто начал царствовать — Ходынкой, Тот кончит — встав на эшафот». А в 1907 году он написал стихотворение «Николаю Последнему», в котором есть слова «Ты должен быть убит, ты стал для всех бедой. Природа выбрала тебя для завершенья Всех богохульностей Романовской семьи».
Тема расстрела царской семьи, в отличие от других революционных сюжетов (например, «Взятия Зимнего» или «Приезда Ленина в Петроград») была мало востребована в советском изобразительном искусстве. Однако существует ранняя советская картина Владимира Пчёлина «Передача семьи Романовых Уралсовету», написанная в 1927 году (см. илл. выше).
С темой убийства Николая II связано стихотворение Владимира Маяковского «Император».
Намного чаще эта тема встречается в кинематографе, в том числе в фильмах: «Николай и Александра» (1971), «Цареубийца» (1991), «Искупительная жертва» (1992), «Распутин» (1996), «Романовы. Венценосная семья» (2000), телесериале «Конь белый» (1993) и пятом сезоне сериала «Корона». Фильм «Распутин» начинается со сцены расстрела царской семьи.
Той же теме посвящена пьеса «Дом особого назначения» Эдварда Радзинского.
Марина Цветаева посвятила гибели Романовых «Поэму о Царской Семье» (1929—1936), которая дошла до нас лишь в черновых фрагментах. В ней Цветаева выразила свою нравственную позицию — поэт должен быть на стороне жертв, а не палачей.
В 1997 году вышел в прокат мультипликационный фильм «Анастасия». Его сюжет основывался на легенде о великой княжне Анастасии Николаевне, которая будто бы выжила после расстрела царской семьи и пытается вспомнить прошлое.
В 2021 году режиссёр Владимир Мирзоев поставил в московском театре «Пространство внутри» спектакль «Я убил царя», повествующий об истории убийства Николая II и его семьи в доме Ипатьева. В 2025 году показ этого спектакля по жалобам провластных активистов запретили в «Ельцин-центре» в Екатеринбурге.

#### Неигровые фильмы и документальные видео
- «Убийство Императора. Версии». 1995 год. 4 серии[142].
- «Цареубийство. Следствие длинною в век». 2019 год. 3 серии[143].
- 12 фильмов журналиста Е. Минулина из цикла «Екатеринбургские останки: „за“ и „против“. Ответы на неудобные вопросы»[144].
- Интервью непосредственного участника поисков, раскопок и эксгумации останков царской семьи в 1976—1991 годах Г. П. Васильева[145].
- «Убийство Романовых. Последний аргумент». 2008 год[146].
- «Дело Романовых. Следствием установлено»[147].
- Видеоэкскурсия по Залу памяти династии Романовых в Музее истории и археологии Урала, проведённая 24 мая 2023 года Н. Б. Неуйминым — заведующим отделом истории династии Романовых Свердловского областного краеведческого музея имени О. Е. Клера[148][149].